# Wilhelm Steinitz
|   | a | b | c | d | e | f | g | h |   |
| 8 | a8 – Czarna wieża · c8 – Czarny goniec · d8 – Czarny hetman · e8 – Czarny król · f8 – Czarny goniec · g8 – Czarny skoczek · h8 – Czarna wieża · a7 – Czarny pionek · b7 – Czarny pionek · c7 – Czarny pionek · f7 – Czarny pionek · g7 – Czarny pionek · h7 – Czarny pionek · c6 – Czarny skoczek · d6 – Czarny pionek · b5 – Biały goniec · e5 – Czarny pionek · e4 – Biały pionek · f3 – Biały skoczek · a2 – Biały pionek · b2 – Biały pionek · c2 – Biały pionek · d2 – Biały pionek · f2 – Biały pionek · g2 – Biały pionek · h2 – Biały pionek · a1 – Biała wieża · b1 – Biały skoczek · c1 – Biały goniec · d1 – Biały hetman · e1 – Biały król · h1 – Biała wieża | a8 – Czarna wieża · c8 – Czarny goniec · d8 – Czarny hetman · e8 – Czarny król · f8 – Czarny goniec · g8 – Czarny skoczek · h8 – Czarna wieża · a7 – Czarny pionek · b7 – Czarny pionek · c7 – Czarny pionek · f7 – Czarny pionek · g7 – Czarny pionek · h7 – Czarny pionek · c6 – Czarny skoczek · d6 – Czarny pionek · b5 – Biały goniec · e5 – Czarny pionek · e4 – Biały pionek · f3 – Biały skoczek · a2 – Biały pionek · b2 – Biały pionek · c2 – Biały pionek · d2 – Biały pionek · f2 – Biały pionek · g2 – Biały pionek · h2 – Biały pionek · a1 – Biała wieża · b1 – Biały skoczek · c1 – Biały goniec · d1 – Biały hetman · e1 – Biały król · h1 – Biała wieża | a8 – Czarna wieża · c8 – Czarny goniec · d8 – Czarny hetman · e8 – Czarny król · f8 – Czarny goniec · g8 – Czarny skoczek · h8 – Czarna wieża · a7 – Czarny pionek · b7 – Czarny pionek · c7 – Czarny pionek · f7 – Czarny pionek · g7 – Czarny pionek · h7 – Czarny pionek · c6 – Czarny skoczek · d6 – Czarny pionek · b5 – Biały goniec · e5 – Czarny pionek · e4 – Biały pionek · f3 – Biały skoczek · a2 – Biały pionek · b2 – Biały pionek · c2 – Biały pionek · d2 – Biały pionek · f2 – Biały pionek · g2 – Biały pionek · h2 – Biały pionek · a1 – Biała wieża · b1 – Biały skoczek · c1 – Biały goniec · d1 – Biały hetman · e1 – Biały król · h1 – Biała wieża | a8 – Czarna wieża · c8 – Czarny goniec · d8 – Czarny hetman · e8 – Czarny król · f8 – Czarny goniec · g8 – Czarny skoczek · h8 – Czarna wieża · a7 – Czarny pionek · b7 – Czarny pionek · c7 – Czarny pionek · f7 – Czarny pionek · g7 – Czarny pionek · h7 – Czarny pionek · c6 – Czarny skoczek · d6 – Czarny pionek · b5 – Biały goniec · e5 – Czarny pionek · e4 – Biały pionek · f3 – Biały skoczek · a2 – Biały pionek · b2 – Biały pionek · c2 – Biały pionek · d2 – Biały pionek · f2 – Biały pionek · g2 – Biały pionek · h2 – Biały pionek · a1 – Biała wieża · b1 – Biały skoczek · c1 – Biały goniec · d1 – Biały hetman · e1 – Biały król · h1 – Biała wieża | a8 – Czarna wieża · c8 – Czarny goniec · d8 – Czarny hetman · e8 – Czarny król · f8 – Czarny goniec · g8 – Czarny skoczek · h8 – Czarna wieża · a7 – Czarny pionek · b7 – Czarny pionek · c7 – Czarny pionek · f7 – Czarny pionek · g7 – Czarny pionek · h7 – Czarny pionek · c6 – Czarny skoczek · d6 – Czarny pionek · b5 – Biały goniec · e5 – Czarny pionek · e4 – Biały pionek · f3 – Biały skoczek · a2 – Biały pionek · b2 – Biały pionek · c2 – Biały pionek · d2 – Biały pionek · f2 – Biały pionek · g2 – Biały pionek · h2 – Biały pionek · a1 – Biała wieża · b1 – Biały skoczek · c1 – Biały goniec · d1 – Biały hetman · e1 – Biały król · h1 – Biała wieża | a8 – Czarna wieża · c8 – Czarny goniec · d8 – Czarny hetman · e8 – Czarny król · f8 – Czarny goniec · g8 – Czarny skoczek · h8 – Czarna wieża · a7 – Czarny pionek · b7 – Czarny pionek · c7 – Czarny pionek · f7 – Czarny pionek · g7 – Czarny pionek · h7 – Czarny pionek · c6 – Czarny skoczek · d6 – Czarny pionek · b5 – Biały goniec · e5 – Czarny pionek · e4 – Biały pionek · f3 – Biały skoczek · a2 – Biały pionek · b2 – Biały pionek · c2 – Biały pionek · d2 – Biały pionek · f2 – Biały pionek · g2 – Biały pionek · h2 – Biały pionek · a1 – Biała wieża · b1 – Biały skoczek · c1 – Biały goniec · d1 – Biały hetman · e1 – Biały król · h1 – Biała wieża | a8 – Czarna wieża · c8 – Czarny goniec · d8 – Czarny hetman · e8 – Czarny król · f8 – Czarny goniec · g8 – Czarny skoczek · h8 – Czarna wieża · a7 – Czarny pionek · b7 – Czarny pionek · c7 – Czarny pionek · f7 – Czarny pionek · g7 – Czarny pionek · h7 – Czarny pionek · c6 – Czarny skoczek · d6 – Czarny pionek · b5 – Biały goniec · e5 – Czarny pionek · e4 – Biały pionek · f3 – Biały skoczek · a2 – Biały pionek · b2 – Biały pionek · c2 – Biały pionek · d2 – Biały pionek · f2 – Biały pionek · g2 – Biały pionek · h2 – Biały pionek · a1 – Biała wieża · b1 – Biały skoczek · c1 – Biały goniec · d1 – Biały hetman · e1 – Biały król · h1 – Biała wieża | a8 – Czarna wieża · c8 – Czarny goniec · d8 – Czarny hetman · e8 – Czarny król · f8 – Czarny goniec · g8 – Czarny skoczek · h8 – Czarna wieża · a7 – Czarny pionek · b7 – Czarny pionek · c7 – Czarny pionek · f7 – Czarny pionek · g7 – Czarny pionek · h7 – Czarny pionek · c6 – Czarny skoczek · d6 – Czarny pionek · b5 – Biały goniec · e5 – Czarny pionek · e4 – Biały pionek · f3 – Biały skoczek · a2 – Biały pionek · b2 – Biały pionek · c2 – Biały pionek · d2 – Biały pionek · f2 – Biały pionek · g2 – Biały pionek · h2 – Biały pionek · a1 – Biała wieża · b1 – Biały skoczek · c1 – Biały goniec · d1 – Biały hetman · e1 – Biały król · h1 – Biała wieża | 8 |
| 7 | a8 – Czarna wieża · c8 – Czarny goniec · d8 – Czarny hetman · e8 – Czarny król · f8 – Czarny goniec · g8 – Czarny skoczek · h8 – Czarna wieża · a7 – Czarny pionek · b7 – Czarny pionek · c7 – Czarny pionek · f7 – Czarny pionek · g7 – Czarny pionek · h7 – Czarny pionek · c6 – Czarny skoczek · d6 – Czarny pionek · b5 – Biały goniec · e5 – Czarny pionek · e4 – Biały pionek · f3 – Biały skoczek · a2 – Biały pionek · b2 – Biały pionek · c2 – Biały pionek · d2 – Biały pionek · f2 – Biały pionek · g2 – Biały pionek · h2 – Biały pionek · a1 – Biała wieża · b1 – Biały skoczek · c1 – Biały goniec · d1 – Biały hetman · e1 – Biały król · h1 – Biała wieża | a8 – Czarna wieża · c8 – Czarny goniec · d8 – Czarny hetman · e8 – Czarny król · f8 – Czarny goniec · g8 – Czarny skoczek · h8 – Czarna wieża · a7 – Czarny pionek · b7 – Czarny pionek · c7 – Czarny pionek · f7 – Czarny pionek · g7 – Czarny pionek · h7 – Czarny pionek · c6 – Czarny skoczek · d6 – Czarny pionek · b5 – Biały goniec · e5 – Czarny pionek · e4 – Biały pionek · f3 – Biały skoczek · a2 – Biały pionek · b2 – Biały pionek · c2 – Biały pionek · d2 – Biały pionek · f2 – Biały pionek · g2 – Biały pionek · h2 – Biały pionek · a1 – Biała wieża · b1 – Biały skoczek · c1 – Biały goniec · d1 – Biały hetman · e1 – Biały król · h1 – Biała wieża | a8 – Czarna wieża · c8 – Czarny goniec · d8 – Czarny hetman · e8 – Czarny król · f8 – Czarny goniec · g8 – Czarny skoczek · h8 – Czarna wieża · a7 – Czarny pionek · b7 – Czarny pionek · c7 – Czarny pionek · f7 – Czarny pionek · g7 – Czarny pionek · h7 – Czarny pionek · c6 – Czarny skoczek · d6 – Czarny pionek · b5 – Biały goniec · e5 – Czarny pionek · e4 – Biały pionek · f3 – Biały skoczek · a2 – Biały pionek · b2 – Biały pionek · c2 – Biały pionek · d2 – Biały pionek · f2 – Biały pionek · g2 – Biały pionek · h2 – Biały pionek · a1 – Biała wieża · b1 – Biały skoczek · c1 – Biały goniec · d1 – Biały hetman · e1 – Biały król · h1 – Biała wieża | a8 – Czarna wieża · c8 – Czarny goniec · d8 – Czarny hetman · e8 – Czarny król · f8 – Czarny goniec · g8 – Czarny skoczek · h8 – Czarna wieża · a7 – Czarny pionek · b7 – Czarny pionek · c7 – Czarny pionek · f7 – Czarny pionek · g7 – Czarny pionek · h7 – Czarny pionek · c6 – Czarny skoczek · d6 – Czarny pionek · b5 – Biały goniec · e5 – Czarny pionek · e4 – Biały pionek · f3 – Biały skoczek · a2 – Biały pionek · b2 – Biały pionek · c2 – Biały pionek · d2 – Biały pionek · f2 – Biały pionek · g2 – Biały pionek · h2 – Biały pionek · a1 – Biała wieża · b1 – Biały skoczek · c1 – Biały goniec · d1 – Biały hetman · e1 – Biały król · h1 – Biała wieża | a8 – Czarna wieża · c8 – Czarny goniec · d8 – Czarny hetman · e8 – Czarny król · f8 – Czarny goniec · g8 – Czarny skoczek · h8 – Czarna wieża · a7 – Czarny pionek · b7 – Czarny pionek · c7 – Czarny pionek · f7 – Czarny pionek · g7 – Czarny pionek · h7 – Czarny pionek · c6 – Czarny skoczek · d6 – Czarny pionek · b5 – Biały goniec · e5 – Czarny pionek · e4 – Biały pionek · f3 – Biały skoczek · a2 – Biały pionek · b2 – Biały pionek · c2 – Biały pionek · d2 – Biały pionek · f2 – Biały pionek · g2 – Biały pionek · h2 – Biały pionek · a1 – Biała wieża · b1 – Biały skoczek · c1 – Biały goniec · d1 – Biały hetman · e1 – Biały król · h1 – Biała wieża | a8 – Czarna wieża · c8 – Czarny goniec · d8 – Czarny hetman · e8 – Czarny król · f8 – Czarny goniec · g8 – Czarny skoczek · h8 – Czarna wieża · a7 – Czarny pionek · b7 – Czarny pionek · c7 – Czarny pionek · f7 – Czarny pionek · g7 – Czarny pionek · h7 – Czarny pionek · c6 – Czarny skoczek · d6 – Czarny pionek · b5 – Biały goniec · e5 – Czarny pionek · e4 – Biały pionek · f3 – Biały skoczek · a2 – Biały pionek · b2 – Biały pionek · c2 – Biały pionek · d2 – Biały pionek · f2 – Biały pionek · g2 – Biały pionek · h2 – Biały pionek · a1 – Biała wieża · b1 – Biały skoczek · c1 – Biały goniec · d1 – Biały hetman · e1 – Biały król · h1 – Biała wieża | a8 – Czarna wieża · c8 – Czarny goniec · d8 – Czarny hetman · e8 – Czarny król · f8 – Czarny goniec · g8 – Czarny skoczek · h8 – Czarna wieża · a7 – Czarny pionek · b7 – Czarny pionek · c7 – Czarny pionek · f7 – Czarny pionek · g7 – Czarny pionek · h7 – Czarny pionek · c6 – Czarny skoczek · d6 – Czarny pionek · b5 – Biały goniec · e5 – Czarny pionek · e4 – Biały pionek · f3 – Biały skoczek · a2 – Biały pionek · b2 – Biały pionek · c2 – Biały pionek · d2 – Biały pionek · f2 – Biały pionek · g2 – Biały pionek · h2 – Biały pionek · a1 – Biała wieża · b1 – Biały skoczek · c1 – Biały goniec · d1 – Biały hetman · e1 – Biały król · h1 – Biała wieża | a8 – Czarna wieża · c8 – Czarny goniec · d8 – Czarny hetman · e8 – Czarny król · f8 – Czarny goniec · g8 – Czarny skoczek · h8 – Czarna wieża · a7 – Czarny pionek · b7 – Czarny pionek · c7 – Czarny pionek · f7 – Czarny pionek · g7 – Czarny pionek · h7 – Czarny pionek · c6 – Czarny skoczek · d6 – Czarny pionek · b5 – Biały goniec · e5 – Czarny pionek · e4 – Biały pionek · f3 – Biały skoczek · a2 – Biały pionek · b2 – Biały pionek · c2 – Biały pionek · d2 – Biały pionek · f2 – Biały pionek · g2 – Biały pionek · h2 – Biały pionek · a1 – Biała wieża · b1 – Biały skoczek · c1 – Biały goniec · d1 – Biały hetman · e1 – Biały król · h1 – Biała wieża | 7 |
| 6 | a8 – Czarna wieża · c8 – Czarny goniec · d8 – Czarny hetman · e8 – Czarny król · f8 – Czarny goniec · g8 – Czarny skoczek · h8 – Czarna wieża · a7 – Czarny pionek · b7 – Czarny pionek · c7 – Czarny pionek · f7 – Czarny pionek · g7 – Czarny pionek · h7 – Czarny pionek · c6 – Czarny skoczek · d6 – Czarny pionek · b5 – Biały goniec · e5 – Czarny pionek · e4 – Biały pionek · f3 – Biały skoczek · a2 – Biały pionek · b2 – Biały pionek · c2 – Biały pionek · d2 – Biały pionek · f2 – Biały pionek · g2 – Biały pionek · h2 – Biały pionek · a1 – Biała wieża · b1 – Biały skoczek · c1 – Biały goniec · d1 – Biały hetman · e1 – Biały król · h1 – Biała wieża | a8 – Czarna wieża · c8 – Czarny goniec · d8 – Czarny hetman · e8 – Czarny król · f8 – Czarny goniec · g8 – Czarny skoczek · h8 – Czarna wieża · a7 – Czarny pionek · b7 – Czarny pionek · c7 – Czarny pionek · f7 – Czarny pionek · g7 – Czarny pionek · h7 – Czarny pionek · c6 – Czarny skoczek · d6 – Czarny pionek · b5 – Biały goniec · e5 – Czarny pionek · e4 – Biały pionek · f3 – Biały skoczek · a2 – Biały pionek · b2 – Biały pionek · c2 – Biały pionek · d2 – Biały pionek · f2 – Biały pionek · g2 – Biały pionek · h2 – Biały pionek · a1 – Biała wieża · b1 – Biały skoczek · c1 – Biały goniec · d1 – Biały hetman · e1 – Biały król · h1 – Biała wieża | a8 – Czarna wieża · c8 – Czarny goniec · d8 – Czarny hetman · e8 – Czarny król · f8 – Czarny goniec · g8 – Czarny skoczek · h8 – Czarna wieża · a7 – Czarny pionek · b7 – Czarny pionek · c7 – Czarny pionek · f7 – Czarny pionek · g7 – Czarny pionek · h7 – Czarny pionek · c6 – Czarny skoczek · d6 – Czarny pionek · b5 – Biały goniec · e5 – Czarny pionek · e4 – Biały pionek · f3 – Biały skoczek · a2 – Biały pionek · b2 – Biały pionek · c2 – Biały pionek · d2 – Biały pionek · f2 – Biały pionek · g2 – Biały pionek · h2 – Biały pionek · a1 – Biała wieża · b1 – Biały skoczek · c1 – Biały goniec · d1 – Biały hetman · e1 – Biały król · h1 – Biała wieża | a8 – Czarna wieża · c8 – Czarny goniec · d8 – Czarny hetman · e8 – Czarny król · f8 – Czarny goniec · g8 – Czarny skoczek · h8 – Czarna wieża · a7 – Czarny pionek · b7 – Czarny pionek · c7 – Czarny pionek · f7 – Czarny pionek · g7 – Czarny pionek · h7 – Czarny pionek · c6 – Czarny skoczek · d6 – Czarny pionek · b5 – Biały goniec · e5 – Czarny pionek · e4 – Biały pionek · f3 – Biały skoczek · a2 – Biały pionek · b2 – Biały pionek · c2 – Biały pionek · d2 – Biały pionek · f2 – Biały pionek · g2 – Biały pionek · h2 – Biały pionek · a1 – Biała wieża · b1 – Biały skoczek · c1 – Biały goniec · d1 – Biały hetman · e1 – Biały król · h1 – Biała wieża | a8 – Czarna wieża · c8 – Czarny goniec · d8 – Czarny hetman · e8 – Czarny król · f8 – Czarny goniec · g8 – Czarny skoczek · h8 – Czarna wieża · a7 – Czarny pionek · b7 – Czarny pionek · c7 – Czarny pionek · f7 – Czarny pionek · g7 – Czarny pionek · h7 – Czarny pionek · c6 – Czarny skoczek · d6 – Czarny pionek · b5 – Biały goniec · e5 – Czarny pionek · e4 – Biały pionek · f3 – Biały skoczek · a2 – Biały pionek · b2 – Biały pionek · c2 – Biały pionek · d2 – Biały pionek · f2 – Biały pionek · g2 – Biały pionek · h2 – Biały pionek · a1 – Biała wieża · b1 – Biały skoczek · c1 – Biały goniec · d1 – Biały hetman · e1 – Biały król · h1 – Biała wieża | a8 – Czarna wieża · c8 – Czarny goniec · d8 – Czarny hetman · e8 – Czarny król · f8 – Czarny goniec · g8 – Czarny skoczek · h8 – Czarna wieża · a7 – Czarny pionek · b7 – Czarny pionek · c7 – Czarny pionek · f7 – Czarny pionek · g7 – Czarny pionek · h7 – Czarny pionek · c6 – Czarny skoczek · d6 – Czarny pionek · b5 – Biały goniec · e5 – Czarny pionek · e4 – Biały pionek · f3 – Biały skoczek · a2 – Biały pionek · b2 – Biały pionek · c2 – Biały pionek · d2 – Biały pionek · f2 – Biały pionek · g2 – Biały pionek · h2 – Biały pionek · a1 – Biała wieża · b1 – Biały skoczek · c1 – Biały goniec · d1 – Biały hetman · e1 – Biały król · h1 – Biała wieża | a8 – Czarna wieża · c8 – Czarny goniec · d8 – Czarny hetman · e8 – Czarny król · f8 – Czarny goniec · g8 – Czarny skoczek · h8 – Czarna wieża · a7 – Czarny pionek · b7 – Czarny pionek · c7 – Czarny pionek · f7 – Czarny pionek · g7 – Czarny pionek · h7 – Czarny pionek · c6 – Czarny skoczek · d6 – Czarny pionek · b5 – Biały goniec · e5 – Czarny pionek · e4 – Biały pionek · f3 – Biały skoczek · a2 – Biały pionek · b2 – Biały pionek · c2 – Biały pionek · d2 – Biały pionek · f2 – Biały pionek · g2 – Biały pionek · h2 – Biały pionek · a1 – Biała wieża · b1 – Biały skoczek · c1 – Biały goniec · d1 – Biały hetman · e1 – Biały król · h1 – Biała wieża | a8 – Czarna wieża · c8 – Czarny goniec · d8 – Czarny hetman · e8 – Czarny król · f8 – Czarny goniec · g8 – Czarny skoczek · h8 – Czarna wieża · a7 – Czarny pionek · b7 – Czarny pionek · c7 – Czarny pionek · f7 – Czarny pionek · g7 – Czarny pionek · h7 – Czarny pionek · c6 – Czarny skoczek · d6 – Czarny pionek · b5 – Biały goniec · e5 – Czarny pionek · e4 – Biały pionek · f3 – Biały skoczek · a2 – Biały pionek · b2 – Biały pionek · c2 – Biały pionek · d2 – Biały pionek · f2 – Biały pionek · g2 – Biały pionek · h2 – Biały pionek · a1 – Biała wieża · b1 – Biały skoczek · c1 – Biały goniec · d1 – Biały hetman · e1 – Biały król · h1 – Biała wieża | 6 |
| 5 | a8 – Czarna wieża · c8 – Czarny goniec · d8 – Czarny hetman · e8 – Czarny król · f8 – Czarny goniec · g8 – Czarny skoczek · h8 – Czarna wieża · a7 – Czarny pionek · b7 – Czarny pionek · c7 – Czarny pionek · f7 – Czarny pionek · g7 – Czarny pionek · h7 – Czarny pionek · c6 – Czarny skoczek · d6 – Czarny pionek · b5 – Biały goniec · e5 – Czarny pionek · e4 – Biały pionek · f3 – Biały skoczek · a2 – Biały pionek · b2 – Biały pionek · c2 – Biały pionek · d2 – Biały pionek · f2 – Biały pionek · g2 – Biały pionek · h2 – Biały pionek · a1 – Biała wieża · b1 – Biały skoczek · c1 – Biały goniec · d1 – Biały hetman · e1 – Biały król · h1 – Biała wieża | a8 – Czarna wieża · c8 – Czarny goniec · d8 – Czarny hetman · e8 – Czarny król · f8 – Czarny goniec · g8 – Czarny skoczek · h8 – Czarna wieża · a7 – Czarny pionek · b7 – Czarny pionek · c7 – Czarny pionek · f7 – Czarny pionek · g7 – Czarny pionek · h7 – Czarny pionek · c6 – Czarny skoczek · d6 – Czarny pionek · b5 – Biały goniec · e5 – Czarny pionek · e4 – Biały pionek · f3 – Biały skoczek · a2 – Biały pionek · b2 – Biały pionek · c2 – Biały pionek · d2 – Biały pionek · f2 – Biały pionek · g2 – Biały pionek · h2 – Biały pionek · a1 – Biała wieża · b1 – Biały skoczek · c1 – Biały goniec · d1 – Biały hetman · e1 – Biały król · h1 – Biała wieża | a8 – Czarna wieża · c8 – Czarny goniec · d8 – Czarny hetman · e8 – Czarny król · f8 – Czarny goniec · g8 – Czarny skoczek · h8 – Czarna wieża · a7 – Czarny pionek · b7 – Czarny pionek · c7 – Czarny pionek · f7 – Czarny pionek · g7 – Czarny pionek · h7 – Czarny pionek · c6 – Czarny skoczek · d6 – Czarny pionek · b5 – Biały goniec · e5 – Czarny pionek · e4 – Biały pionek · f3 – Biały skoczek · a2 – Biały pionek · b2 – Biały pionek · c2 – Biały pionek · d2 – Biały pionek · f2 – Biały pionek · g2 – Biały pionek · h2 – Biały pionek · a1 – Biała wieża · b1 – Biały skoczek · c1 – Biały goniec · d1 – Biały hetman · e1 – Biały król · h1 – Biała wieża | a8 – Czarna wieża · c8 – Czarny goniec · d8 – Czarny hetman · e8 – Czarny król · f8 – Czarny goniec · g8 – Czarny skoczek · h8 – Czarna wieża · a7 – Czarny pionek · b7 – Czarny pionek · c7 – Czarny pionek · f7 – Czarny pionek · g7 – Czarny pionek · h7 – Czarny pionek · c6 – Czarny skoczek · d6 – Czarny pionek · b5 – Biały goniec · e5 – Czarny pionek · e4 – Biały pionek · f3 – Biały skoczek · a2 – Biały pionek · b2 – Biały pionek · c2 – Biały pionek · d2 – Biały pionek · f2 – Biały pionek · g2 – Biały pionek · h2 – Biały pionek · a1 – Biała wieża · b1 – Biały skoczek · c1 – Biały goniec · d1 – Biały hetman · e1 – Biały król · h1 – Biała wieża | a8 – Czarna wieża · c8 – Czarny goniec · d8 – Czarny hetman · e8 – Czarny król · f8 – Czarny goniec · g8 – Czarny skoczek · h8 – Czarna wieża · a7 – Czarny pionek · b7 – Czarny pionek · c7 – Czarny pionek · f7 – Czarny pionek · g7 – Czarny pionek · h7 – Czarny pionek · c6 – Czarny skoczek · d6 – Czarny pionek · b5 – Biały goniec · e5 – Czarny pionek · e4 – Biały pionek · f3 – Biały skoczek · a2 – Biały pionek · b2 – Biały pionek · c2 – Biały pionek · d2 – Biały pionek · f2 – Biały pionek · g2 – Biały pionek · h2 – Biały pionek · a1 – Biała wieża · b1 – Biały skoczek · c1 – Biały goniec · d1 – Biały hetman · e1 – Biały król · h1 – Biała wieża | a8 – Czarna wieża · c8 – Czarny goniec · d8 – Czarny hetman · e8 – Czarny król · f8 – Czarny goniec · g8 – Czarny skoczek · h8 – Czarna wieża · a7 – Czarny pionek · b7 – Czarny pionek · c7 – Czarny pionek · f7 – Czarny pionek · g7 – Czarny pionek · h7 – Czarny pionek · c6 – Czarny skoczek · d6 – Czarny pionek · b5 – Biały goniec · e5 – Czarny pionek · e4 – Biały pionek · f3 – Biały skoczek · a2 – Biały pionek · b2 – Biały pionek · c2 – Biały pionek · d2 – Biały pionek · f2 – Biały pionek · g2 – Biały pionek · h2 – Biały pionek · a1 – Biała wieża · b1 – Biały skoczek · c1 – Biały goniec · d1 – Biały hetman · e1 – Biały król · h1 – Biała wieża | a8 – Czarna wieża · c8 – Czarny goniec · d8 – Czarny hetman · e8 – Czarny król · f8 – Czarny goniec · g8 – Czarny skoczek · h8 – Czarna wieża · a7 – Czarny pionek · b7 – Czarny pionek · c7 – Czarny pionek · f7 – Czarny pionek · g7 – Czarny pionek · h7 – Czarny pionek · c6 – Czarny skoczek · d6 – Czarny pionek · b5 – Biały goniec · e5 – Czarny pionek · e4 – Biały pionek · f3 – Biały skoczek · a2 – Biały pionek · b2 – Biały pionek · c2 – Biały pionek · d2 – Biały pionek · f2 – Biały pionek · g2 – Biały pionek · h2 – Biały pionek · a1 – Biała wieża · b1 – Biały skoczek · c1 – Biały goniec · d1 – Biały hetman · e1 – Biały król · h1 – Biała wieża | a8 – Czarna wieża · c8 – Czarny goniec · d8 – Czarny hetman · e8 – Czarny król · f8 – Czarny goniec · g8 – Czarny skoczek · h8 – Czarna wieża · a7 – Czarny pionek · b7 – Czarny pionek · c7 – Czarny pionek · f7 – Czarny pionek · g7 – Czarny pionek · h7 – Czarny pionek · c6 – Czarny skoczek · d6 – Czarny pionek · b5 – Biały goniec · e5 – Czarny pionek · e4 – Biały pionek · f3 – Biały skoczek · a2 – Biały pionek · b2 – Biały pionek · c2 – Biały pionek · d2 – Biały pionek · f2 – Biały pionek · g2 – Biały pionek · h2 – Biały pionek · a1 – Biała wieża · b1 – Biały skoczek · c1 – Biały goniec · d1 – Biały hetman · e1 – Biały król · h1 – Biała wieża | 5 |
| 4 | a8 – Czarna wieża · c8 – Czarny goniec · d8 – Czarny hetman · e8 – Czarny król · f8 – Czarny goniec · g8 – Czarny skoczek · h8 – Czarna wieża · a7 – Czarny pionek · b7 – Czarny pionek · c7 – Czarny pionek · f7 – Czarny pionek · g7 – Czarny pionek · h7 – Czarny pionek · c6 – Czarny skoczek · d6 – Czarny pionek · b5 – Biały goniec · e5 – Czarny pionek · e4 – Biały pionek · f3 – Biały skoczek · a2 – Biały pionek · b2 – Biały pionek · c2 – Biały pionek · d2 – Biały pionek · f2 – Biały pionek · g2 – Biały pionek · h2 – Biały pionek · a1 – Biała wieża · b1 – Biały skoczek · c1 – Biały goniec · d1 – Biały hetman · e1 – Biały król · h1 – Biała wieża | a8 – Czarna wieża · c8 – Czarny goniec · d8 – Czarny hetman · e8 – Czarny król · f8 – Czarny goniec · g8 – Czarny skoczek · h8 – Czarna wieża · a7 – Czarny pionek · b7 – Czarny pionek · c7 – Czarny pionek · f7 – Czarny pionek · g7 – Czarny pionek · h7 – Czarny pionek · c6 – Czarny skoczek · d6 – Czarny pionek · b5 – Biały goniec · e5 – Czarny pionek · e4 – Biały pionek · f3 – Biały skoczek · a2 – Biały pionek · b2 – Biały pionek · c2 – Biały pionek · d2 – Biały pionek · f2 – Biały pionek · g2 – Biały pionek · h2 – Biały pionek · a1 – Biała wieża · b1 – Biały skoczek · c1 – Biały goniec · d1 – Biały hetman · e1 – Biały król · h1 – Biała wieża | a8 – Czarna wieża · c8 – Czarny goniec · d8 – Czarny hetman · e8 – Czarny król · f8 – Czarny goniec · g8 – Czarny skoczek · h8 – Czarna wieża · a7 – Czarny pionek · b7 – Czarny pionek · c7 – Czarny pionek · f7 – Czarny pionek · g7 – Czarny pionek · h7 – Czarny pionek · c6 – Czarny skoczek · d6 – Czarny pionek · b5 – Biały goniec · e5 – Czarny pionek · e4 – Biały pionek · f3 – Biały skoczek · a2 – Biały pionek · b2 – Biały pionek · c2 – Biały pionek · d2 – Biały pionek · f2 – Biały pionek · g2 – Biały pionek · h2 – Biały pionek · a1 – Biała wieża · b1 – Biały skoczek · c1 – Biały goniec · d1 – Biały hetman · e1 – Biały król · h1 – Biała wieża | a8 – Czarna wieża · c8 – Czarny goniec · d8 – Czarny hetman · e8 – Czarny król · f8 – Czarny goniec · g8 – Czarny skoczek · h8 – Czarna wieża · a7 – Czarny pionek · b7 – Czarny pionek · c7 – Czarny pionek · f7 – Czarny pionek · g7 – Czarny pionek · h7 – Czarny pionek · c6 – Czarny skoczek · d6 – Czarny pionek · b5 – Biały goniec · e5 – Czarny pionek · e4 – Biały pionek · f3 – Biały skoczek · a2 – Biały pionek · b2 – Biały pionek · c2 – Biały pionek · d2 – Biały pionek · f2 – Biały pionek · g2 – Biały pionek · h2 – Biały pionek · a1 – Biała wieża · b1 – Biały skoczek · c1 – Biały goniec · d1 – Biały hetman · e1 – Biały król · h1 – Biała wieża | a8 – Czarna wieża · c8 – Czarny goniec · d8 – Czarny hetman · e8 – Czarny król · f8 – Czarny goniec · g8 – Czarny skoczek · h8 – Czarna wieża · a7 – Czarny pionek · b7 – Czarny pionek · c7 – Czarny pionek · f7 – Czarny pionek · g7 – Czarny pionek · h7 – Czarny pionek · c6 – Czarny skoczek · d6 – Czarny pionek · b5 – Biały goniec · e5 – Czarny pionek · e4 – Biały pionek · f3 – Biały skoczek · a2 – Biały pionek · b2 – Biały pionek · c2 – Biały pionek · d2 – Biały pionek · f2 – Biały pionek · g2 – Biały pionek · h2 – Biały pionek · a1 – Biała wieża · b1 – Biały skoczek · c1 – Biały goniec · d1 – Biały hetman · e1 – Biały król · h1 – Biała wieża | a8 – Czarna wieża · c8 – Czarny goniec · d8 – Czarny hetman · e8 – Czarny król · f8 – Czarny goniec · g8 – Czarny skoczek · h8 – Czarna wieża · a7 – Czarny pionek · b7 – Czarny pionek · c7 – Czarny pionek · f7 – Czarny pionek · g7 – Czarny pionek · h7 – Czarny pionek · c6 – Czarny skoczek · d6 – Czarny pionek · b5 – Biały goniec · e5 – Czarny pionek · e4 – Biały pionek · f3 – Biały skoczek · a2 – Biały pionek · b2 – Biały pionek · c2 – Biały pionek · d2 – Biały pionek · f2 – Biały pionek · g2 – Biały pionek · h2 – Biały pionek · a1 – Biała wieża · b1 – Biały skoczek · c1 – Biały goniec · d1 – Biały hetman · e1 – Biały król · h1 – Biała wieża | a8 – Czarna wieża · c8 – Czarny goniec · d8 – Czarny hetman · e8 – Czarny król · f8 – Czarny goniec · g8 – Czarny skoczek · h8 – Czarna wieża · a7 – Czarny pionek · b7 – Czarny pionek · c7 – Czarny pionek · f7 – Czarny pionek · g7 – Czarny pionek · h7 – Czarny pionek · c6 – Czarny skoczek · d6 – Czarny pionek · b5 – Biały goniec · e5 – Czarny pionek · e4 – Biały pionek · f3 – Biały skoczek · a2 – Biały pionek · b2 – Biały pionek · c2 – Biały pionek · d2 – Biały pionek · f2 – Biały pionek · g2 – Biały pionek · h2 – Biały pionek · a1 – Biała wieża · b1 – Biały skoczek · c1 – Biały goniec · d1 – Biały hetman · e1 – Biały król · h1 – Biała wieża | a8 – Czarna wieża · c8 – Czarny goniec · d8 – Czarny hetman · e8 – Czarny król · f8 – Czarny goniec · g8 – Czarny skoczek · h8 – Czarna wieża · a7 – Czarny pionek · b7 – Czarny pionek · c7 – Czarny pionek · f7 – Czarny pionek · g7 – Czarny pionek · h7 – Czarny pionek · c6 – Czarny skoczek · d6 – Czarny pionek · b5 – Biały goniec · e5 – Czarny pionek · e4 – Biały pionek · f3 – Biały skoczek · a2 – Biały pionek · b2 – Biały pionek · c2 – Biały pionek · d2 – Biały pionek · f2 – Biały pionek · g2 – Biały pionek · h2 – Biały pionek · a1 – Biała wieża · b1 – Biały skoczek · c1 – Biały goniec · d1 – Biały hetman · e1 – Biały król · h1 – Biała wieża | 4 |
| 3 | a8 – Czarna wieża · c8 – Czarny goniec · d8 – Czarny hetman · e8 – Czarny król · f8 – Czarny goniec · g8 – Czarny skoczek · h8 – Czarna wieża · a7 – Czarny pionek · b7 – Czarny pionek · c7 – Czarny pionek · f7 – Czarny pionek · g7 – Czarny pionek · h7 – Czarny pionek · c6 – Czarny skoczek · d6 – Czarny pionek · b5 – Biały goniec · e5 – Czarny pionek · e4 – Biały pionek · f3 – Biały skoczek · a2 – Biały pionek · b2 – Biały pionek · c2 – Biały pionek · d2 – Biały pionek · f2 – Biały pionek · g2 – Biały pionek · h2 – Biały pionek · a1 – Biała wieża · b1 – Biały skoczek · c1 – Biały goniec · d1 – Biały hetman · e1 – Biały król · h1 – Biała wieża | a8 – Czarna wieża · c8 – Czarny goniec · d8 – Czarny hetman · e8 – Czarny król · f8 – Czarny goniec · g8 – Czarny skoczek · h8 – Czarna wieża · a7 – Czarny pionek · b7 – Czarny pionek · c7 – Czarny pionek · f7 – Czarny pionek · g7 – Czarny pionek · h7 – Czarny pionek · c6 – Czarny skoczek · d6 – Czarny pionek · b5 – Biały goniec · e5 – Czarny pionek · e4 – Biały pionek · f3 – Biały skoczek · a2 – Biały pionek · b2 – Biały pionek · c2 – Biały pionek · d2 – Biały pionek · f2 – Biały pionek · g2 – Biały pionek · h2 – Biały pionek · a1 – Biała wieża · b1 – Biały skoczek · c1 – Biały goniec · d1 – Biały hetman · e1 – Biały król · h1 – Biała wieża | a8 – Czarna wieża · c8 – Czarny goniec · d8 – Czarny hetman · e8 – Czarny król · f8 – Czarny goniec · g8 – Czarny skoczek · h8 – Czarna wieża · a7 – Czarny pionek · b7 – Czarny pionek · c7 – Czarny pionek · f7 – Czarny pionek · g7 – Czarny pionek · h7 – Czarny pionek · c6 – Czarny skoczek · d6 – Czarny pionek · b5 – Biały goniec · e5 – Czarny pionek · e4 – Biały pionek · f3 – Biały skoczek · a2 – Biały pionek · b2 – Biały pionek · c2 – Biały pionek · d2 – Biały pionek · f2 – Biały pionek · g2 – Biały pionek · h2 – Biały pionek · a1 – Biała wieża · b1 – Biały skoczek · c1 – Biały goniec · d1 – Biały hetman · e1 – Biały król · h1 – Biała wieża | a8 – Czarna wieża · c8 – Czarny goniec · d8 – Czarny hetman · e8 – Czarny król · f8 – Czarny goniec · g8 – Czarny skoczek · h8 – Czarna wieża · a7 – Czarny pionek · b7 – Czarny pionek · c7 – Czarny pionek · f7 – Czarny pionek · g7 – Czarny pionek · h7 – Czarny pionek · c6 – Czarny skoczek · d6 – Czarny pionek · b5 – Biały goniec · e5 – Czarny pionek · e4 – Biały pionek · f3 – Biały skoczek · a2 – Biały pionek · b2 – Biały pionek · c2 – Biały pionek · d2 – Biały pionek · f2 – Biały pionek · g2 – Biały pionek · h2 – Biały pionek · a1 – Biała wieża · b1 – Biały skoczek · c1 – Biały goniec · d1 – Biały hetman · e1 – Biały król · h1 – Biała wieża | a8 – Czarna wieża · c8 – Czarny goniec · d8 – Czarny hetman · e8 – Czarny król · f8 – Czarny goniec · g8 – Czarny skoczek · h8 – Czarna wieża · a7 – Czarny pionek · b7 – Czarny pionek · c7 – Czarny pionek · f7 – Czarny pionek · g7 – Czarny pionek · h7 – Czarny pionek · c6 – Czarny skoczek · d6 – Czarny pionek · b5 – Biały goniec · e5 – Czarny pionek · e4 – Biały pionek · f3 – Biały skoczek · a2 – Biały pionek · b2 – Biały pionek · c2 – Biały pionek · d2 – Biały pionek · f2 – Biały pionek · g2 – Biały pionek · h2 – Biały pionek · a1 – Biała wieża · b1 – Biały skoczek · c1 – Biały goniec · d1 – Biały hetman · e1 – Biały król · h1 – Biała wieża | a8 – Czarna wieża · c8 – Czarny goniec · d8 – Czarny hetman · e8 – Czarny król · f8 – Czarny goniec · g8 – Czarny skoczek · h8 – Czarna wieża · a7 – Czarny pionek · b7 – Czarny pionek · c7 – Czarny pionek · f7 – Czarny pionek · g7 – Czarny pionek · h7 – Czarny pionek · c6 – Czarny skoczek · d6 – Czarny pionek · b5 – Biały goniec · e5 – Czarny pionek · e4 – Biały pionek · f3 – Biały skoczek · a2 – Biały pionek · b2 – Biały pionek · c2 – Biały pionek · d2 – Biały pionek · f2 – Biały pionek · g2 – Biały pionek · h2 – Biały pionek · a1 – Biała wieża · b1 – Biały skoczek · c1 – Biały goniec · d1 – Biały hetman · e1 – Biały król · h1 – Biała wieża | a8 – Czarna wieża · c8 – Czarny goniec · d8 – Czarny hetman · e8 – Czarny król · f8 – Czarny goniec · g8 – Czarny skoczek · h8 – Czarna wieża · a7 – Czarny pionek · b7 – Czarny pionek · c7 – Czarny pionek · f7 – Czarny pionek · g7 – Czarny pionek · h7 – Czarny pionek · c6 – Czarny skoczek · d6 – Czarny pionek · b5 – Biały goniec · e5 – Czarny pionek · e4 – Biały pionek · f3 – Biały skoczek · a2 – Biały pionek · b2 – Biały pionek · c2 – Biały pionek · d2 – Biały pionek · f2 – Biały pionek · g2 – Biały pionek · h2 – Biały pionek · a1 – Biała wieża · b1 – Biały skoczek · c1 – Biały goniec · d1 – Biały hetman · e1 – Biały król · h1 – Biała wieża | a8 – Czarna wieża · c8 – Czarny goniec · d8 – Czarny hetman · e8 – Czarny król · f8 – Czarny goniec · g8 – Czarny skoczek · h8 – Czarna wieża · a7 – Czarny pionek · b7 – Czarny pionek · c7 – Czarny pionek · f7 – Czarny pionek · g7 – Czarny pionek · h7 – Czarny pionek · c6 – Czarny skoczek · d6 – Czarny pionek · b5 – Biały goniec · e5 – Czarny pionek · e4 – Biały pionek · f3 – Biały skoczek · a2 – Biały pionek · b2 – Biały pionek · c2 – Biały pionek · d2 – Biały pionek · f2 – Biały pionek · g2 – Biały pionek · h2 – Biały pionek · a1 – Biała wieża · b1 – Biały skoczek · c1 – Biały goniec · d1 – Biały hetman · e1 – Biały król · h1 – Biała wieża | 3 |
| 2 | a8 – Czarna wieża · c8 – Czarny goniec · d8 – Czarny hetman · e8 – Czarny król · f8 – Czarny goniec · g8 – Czarny skoczek · h8 – Czarna wieża · a7 – Czarny pionek · b7 – Czarny pionek · c7 – Czarny pionek · f7 – Czarny pionek · g7 – Czarny pionek · h7 – Czarny pionek · c6 – Czarny skoczek · d6 – Czarny pionek · b5 – Biały goniec · e5 – Czarny pionek · e4 – Biały pionek · f3 – Biały skoczek · a2 – Biały pionek · b2 – Biały pionek · c2 – Biały pionek · d2 – Biały pionek · f2 – Biały pionek · g2 – Biały pionek · h2 – Biały pionek · a1 – Biała wieża · b1 – Biały skoczek · c1 – Biały goniec · d1 – Biały hetman · e1 – Biały król · h1 – Biała wieża | a8 – Czarna wieża · c8 – Czarny goniec · d8 – Czarny hetman · e8 – Czarny król · f8 – Czarny goniec · g8 – Czarny skoczek · h8 – Czarna wieża · a7 – Czarny pionek · b7 – Czarny pionek · c7 – Czarny pionek · f7 – Czarny pionek · g7 – Czarny pionek · h7 – Czarny pionek · c6 – Czarny skoczek · d6 – Czarny pionek · b5 – Biały goniec · e5 – Czarny pionek · e4 – Biały pionek · f3 – Biały skoczek · a2 – Biały pionek · b2 – Biały pionek · c2 – Biały pionek · d2 – Biały pionek · f2 – Biały pionek · g2 – Biały pionek · h2 – Biały pionek · a1 – Biała wieża · b1 – Biały skoczek · c1 – Biały goniec · d1 – Biały hetman · e1 – Biały król · h1 – Biała wieża | a8 – Czarna wieża · c8 – Czarny goniec · d8 – Czarny hetman · e8 – Czarny król · f8 – Czarny goniec · g8 – Czarny skoczek · h8 – Czarna wieża · a7 – Czarny pionek · b7 – Czarny pionek · c7 – Czarny pionek · f7 – Czarny pionek · g7 – Czarny pionek · h7 – Czarny pionek · c6 – Czarny skoczek · d6 – Czarny pionek · b5 – Biały goniec · e5 – Czarny pionek · e4 – Biały pionek · f3 – Biały skoczek · a2 – Biały pionek · b2 – Biały pionek · c2 – Biały pionek · d2 – Biały pionek · f2 – Biały pionek · g2 – Biały pionek · h2 – Biały pionek · a1 – Biała wieża · b1 – Biały skoczek · c1 – Biały goniec · d1 – Biały hetman · e1 – Biały król · h1 – Biała wieża | a8 – Czarna wieża · c8 – Czarny goniec · d8 – Czarny hetman · e8 – Czarny król · f8 – Czarny goniec · g8 – Czarny skoczek · h8 – Czarna wieża · a7 – Czarny pionek · b7 – Czarny pionek · c7 – Czarny pionek · f7 – Czarny pionek · g7 – Czarny pionek · h7 – Czarny pionek · c6 – Czarny skoczek · d6 – Czarny pionek · b5 – Biały goniec · e5 – Czarny pionek · e4 – Biały pionek · f3 – Biały skoczek · a2 – Biały pionek · b2 – Biały pionek · c2 – Biały pionek · d2 – Biały pionek · f2 – Biały pionek · g2 – Biały pionek · h2 – Biały pionek · a1 – Biała wieża · b1 – Biały skoczek · c1 – Biały goniec · d1 – Biały hetman · e1 – Biały król · h1 – Biała wieża | a8 – Czarna wieża · c8 – Czarny goniec · d8 – Czarny hetman · e8 – Czarny król · f8 – Czarny goniec · g8 – Czarny skoczek · h8 – Czarna wieża · a7 – Czarny pionek · b7 – Czarny pionek · c7 – Czarny pionek · f7 – Czarny pionek · g7 – Czarny pionek · h7 – Czarny pionek · c6 – Czarny skoczek · d6 – Czarny pionek · b5 – Biały goniec · e5 – Czarny pionek · e4 – Biały pionek · f3 – Biały skoczek · a2 – Biały pionek · b2 – Biały pionek · c2 – Biały pionek · d2 – Biały pionek · f2 – Biały pionek · g2 – Biały pionek · h2 – Biały pionek · a1 – Biała wieża · b1 – Biały skoczek · c1 – Biały goniec · d1 – Biały hetman · e1 – Biały król · h1 – Biała wieża | a8 – Czarna wieża · c8 – Czarny goniec · d8 – Czarny hetman · e8 – Czarny król · f8 – Czarny goniec · g8 – Czarny skoczek · h8 – Czarna wieża · a7 – Czarny pionek · b7 – Czarny pionek · c7 – Czarny pionek · f7 – Czarny pionek · g7 – Czarny pionek · h7 – Czarny pionek · c6 – Czarny skoczek · d6 – Czarny pionek · b5 – Biały goniec · e5 – Czarny pionek · e4 – Biały pionek · f3 – Biały skoczek · a2 – Biały pionek · b2 – Biały pionek · c2 – Biały pionek · d2 – Biały pionek · f2 – Biały pionek · g2 – Biały pionek · h2 – Biały pionek · a1 – Biała wieża · b1 – Biały skoczek · c1 – Biały goniec · d1 – Biały hetman · e1 – Biały król · h1 – Biała wieża | a8 – Czarna wieża · c8 – Czarny goniec · d8 – Czarny hetman · e8 – Czarny król · f8 – Czarny goniec · g8 – Czarny skoczek · h8 – Czarna wieża · a7 – Czarny pionek · b7 – Czarny pionek · c7 – Czarny pionek · f7 – Czarny pionek · g7 – Czarny pionek · h7 – Czarny pionek · c6 – Czarny skoczek · d6 – Czarny pionek · b5 – Biały goniec · e5 – Czarny pionek · e4 – Biały pionek · f3 – Biały skoczek · a2 – Biały pionek · b2 – Biały pionek · c2 – Biały pionek · d2 – Biały pionek · f2 – Biały pionek · g2 – Biały pionek · h2 – Biały pionek · a1 – Biała wieża · b1 – Biały skoczek · c1 – Biały goniec · d1 – Biały hetman · e1 – Biały król · h1 – Biała wieża | a8 – Czarna wieża · c8 – Czarny goniec · d8 – Czarny hetman · e8 – Czarny król · f8 – Czarny goniec · g8 – Czarny skoczek · h8 – Czarna wieża · a7 – Czarny pionek · b7 – Czarny pionek · c7 – Czarny pionek · f7 – Czarny pionek · g7 – Czarny pionek · h7 – Czarny pionek · c6 – Czarny skoczek · d6 – Czarny pionek · b5 – Biały goniec · e5 – Czarny pionek · e4 – Biały pionek · f3 – Biały skoczek · a2 – Biały pionek · b2 – Biały pionek · c2 – Biały pionek · d2 – Biały pionek · f2 – Biały pionek · g2 – Biały pionek · h2 – Biały pionek · a1 – Biała wieża · b1 – Biały skoczek · c1 – Biały goniec · d1 – Biały hetman · e1 – Biały król · h1 – Biała wieża | 2 |
| 1 | a8 – Czarna wieża · c8 – Czarny goniec · d8 – Czarny hetman · e8 – Czarny król · f8 – Czarny goniec · g8 – Czarny skoczek · h8 – Czarna wieża · a7 – Czarny pionek · b7 – Czarny pionek · c7 – Czarny pionek · f7 – Czarny pionek · g7 – Czarny pionek · h7 – Czarny pionek · c6 – Czarny skoczek · d6 – Czarny pionek · b5 – Biały goniec · e5 – Czarny pionek · e4 – Biały pionek · f3 – Biały skoczek · a2 – Biały pionek · b2 – Biały pionek · c2 – Biały pionek · d2 – Biały pionek · f2 – Biały pionek · g2 – Biały pionek · h2 – Biały pionek · a1 – Biała wieża · b1 – Biały skoczek · c1 – Biały goniec · d1 – Biały hetman · e1 – Biały król · h1 – Biała wieża | a8 – Czarna wieża · c8 – Czarny goniec · d8 – Czarny hetman · e8 – Czarny król · f8 – Czarny goniec · g8 – Czarny skoczek · h8 – Czarna wieża · a7 – Czarny pionek · b7 – Czarny pionek · c7 – Czarny pionek · f7 – Czarny pionek · g7 – Czarny pionek · h7 – Czarny pionek · c6 – Czarny skoczek · d6 – Czarny pionek · b5 – Biały goniec · e5 – Czarny pionek · e4 – Biały pionek · f3 – Biały skoczek · a2 – Biały pionek · b2 – Biały pionek · c2 – Biały pionek · d2 – Biały pionek · f2 – Biały pionek · g2 – Biały pionek · h2 – Biały pionek · a1 – Biała wieża · b1 – Biały skoczek · c1 – Biały goniec · d1 – Biały hetman · e1 – Biały król · h1 – Biała wieża | a8 – Czarna wieża · c8 – Czarny goniec · d8 – Czarny hetman · e8 – Czarny król · f8 – Czarny goniec · g8 – Czarny skoczek · h8 – Czarna wieża · a7 – Czarny pionek · b7 – Czarny pionek · c7 – Czarny pionek · f7 – Czarny pionek · g7 – Czarny pionek · h7 – Czarny pionek · c6 – Czarny skoczek · d6 – Czarny pionek · b5 – Biały goniec · e5 – Czarny pionek · e4 – Biały pionek · f3 – Biały skoczek · a2 – Biały pionek · b2 – Biały pionek · c2 – Biały pionek · d2 – Biały pionek · f2 – Biały pionek · g2 – Biały pionek · h2 – Biały pionek · a1 – Biała wieża · b1 – Biały skoczek · c1 – Biały goniec · d1 – Biały hetman · e1 – Biały król · h1 – Biała wieża | a8 – Czarna wieża · c8 – Czarny goniec · d8 – Czarny hetman · e8 – Czarny król · f8 – Czarny goniec · g8 – Czarny skoczek · h8 – Czarna wieża · a7 – Czarny pionek · b7 – Czarny pionek · c7 – Czarny pionek · f7 – Czarny pionek · g7 – Czarny pionek · h7 – Czarny pionek · c6 – Czarny skoczek · d6 – Czarny pionek · b5 – Biały goniec · e5 – Czarny pionek · e4 – Biały pionek · f3 – Biały skoczek · a2 – Biały pionek · b2 – Biały pionek · c2 – Biały pionek · d2 – Biały pionek · f2 – Biały pionek · g2 – Biały pionek · h2 – Biały pionek · a1 – Biała wieża · b1 – Biały skoczek · c1 – Biały goniec · d1 – Biały hetman · e1 – Biały król · h1 – Biała wieża | a8 – Czarna wieża · c8 – Czarny goniec · d8 – Czarny hetman · e8 – Czarny król · f8 – Czarny goniec · g8 – Czarny skoczek · h8 – Czarna wieża · a7 – Czarny pionek · b7 – Czarny pionek · c7 – Czarny pionek · f7 – Czarny pionek · g7 – Czarny pionek · h7 – Czarny pionek · c6 – Czarny skoczek · d6 – Czarny pionek · b5 – Biały goniec · e5 – Czarny pionek · e4 – Biały pionek · f3 – Biały skoczek · a2 – Biały pionek · b2 – Biały pionek · c2 – Biały pionek · d2 – Biały pionek · f2 – Biały pionek · g2 – Biały pionek · h2 – Biały pionek · a1 – Biała wieża · b1 – Biały skoczek · c1 – Biały goniec · d1 – Biały hetman · e1 – Biały król · h1 – Biała wieża | a8 – Czarna wieża · c8 – Czarny goniec · d8 – Czarny hetman · e8 – Czarny król · f8 – Czarny goniec · g8 – Czarny skoczek · h8 – Czarna wieża · a7 – Czarny pionek · b7 – Czarny pionek · c7 – Czarny pionek · f7 – Czarny pionek · g7 – Czarny pionek · h7 – Czarny pionek · c6 – Czarny skoczek · d6 – Czarny pionek · b5 – Biały goniec · e5 – Czarny pionek · e4 – Biały pionek · f3 – Biały skoczek · a2 – Biały pionek · b2 – Biały pionek · c2 – Biały pionek · d2 – Biały pionek · f2 – Biały pionek · g2 – Biały pionek · h2 – Biały pionek · a1 – Biała wieża · b1 – Biały skoczek · c1 – Biały goniec · d1 – Biały hetman · e1 – Biały król · h1 – Biała wieża | a8 – Czarna wieża · c8 – Czarny goniec · d8 – Czarny hetman · e8 – Czarny król · f8 – Czarny goniec · g8 – Czarny skoczek · h8 – Czarna wieża · a7 – Czarny pionek · b7 – Czarny pionek · c7 – Czarny pionek · f7 – Czarny pionek · g7 – Czarny pionek · h7 – Czarny pionek · c6 – Czarny skoczek · d6 – Czarny pionek · b5 – Biały goniec · e5 – Czarny pionek · e4 – Biały pionek · f3 – Biały skoczek · a2 – Biały pionek · b2 – Biały pionek · c2 – Biały pionek · d2 – Biały pionek · f2 – Biały pionek · g2 – Biały pionek · h2 – Biały pionek · a1 – Biała wieża · b1 – Biały skoczek · c1 – Biały goniec · d1 – Biały hetman · e1 – Biały król · h1 – Biała wieża | a8 – Czarna wieża · c8 – Czarny goniec · d8 – Czarny hetman · e8 – Czarny król · f8 – Czarny goniec · g8 – Czarny skoczek · h8 – Czarna wieża · a7 – Czarny pionek · b7 – Czarny pionek · c7 – Czarny pionek · f7 – Czarny pionek · g7 – Czarny pionek · h7 – Czarny pionek · c6 – Czarny skoczek · d6 – Czarny pionek · b5 – Biały goniec · e5 – Czarny pionek · e4 – Biały pionek · f3 – Biały skoczek · a2 – Biały pionek · b2 – Biały pionek · c2 – Biały pionek · d2 – Biały pionek · f2 – Biały pionek · g2 – Biały pionek · h2 – Biały pionek · a1 – Biała wieża · b1 – Biały skoczek · c1 – Biały goniec · d1 – Biały hetman · e1 – Biały król · h1 – Biała wieża | 1 |
|   | a | b | c | d | e | f | g | h |   |

|   | a | b | c | d | e | f | g | h |   |
| 8 | a8 – Czarna wieża · b8 – Czarny skoczek · c8 – Czarny goniec · d8 – Czarny hetman · e8 – Czarny król · f8 – Czarny goniec · h8 – Czarna wieża · a7 – Czarny pionek · b7 – Czarny pionek · c7 – Czarny pionek · f7 – Czarny pionek · g7 – Czarny pionek · h7 – Czarny pionek · e6 – Czarny pionek · f6 – Czarny skoczek · d5 – Czarny pionek · e5 – Biały pionek · d4 – Biały pionek · c3 – Biały skoczek · a2 – Biały pionek · b2 – Biały pionek · c2 – Biały pionek · f2 – Biały pionek · g2 – Biały pionek · h2 – Biały pionek · a1 – Biała wieża · c1 – Biały goniec · d1 – Biały hetman · e1 – Biały król · f1 – Biały goniec · g1 – Biały skoczek · h1 – Biała wieża | a8 – Czarna wieża · b8 – Czarny skoczek · c8 – Czarny goniec · d8 – Czarny hetman · e8 – Czarny król · f8 – Czarny goniec · h8 – Czarna wieża · a7 – Czarny pionek · b7 – Czarny pionek · c7 – Czarny pionek · f7 – Czarny pionek · g7 – Czarny pionek · h7 – Czarny pionek · e6 – Czarny pionek · f6 – Czarny skoczek · d5 – Czarny pionek · e5 – Biały pionek · d4 – Biały pionek · c3 – Biały skoczek · a2 – Biały pionek · b2 – Biały pionek · c2 – Biały pionek · f2 – Biały pionek · g2 – Biały pionek · h2 – Biały pionek · a1 – Biała wieża · c1 – Biały goniec · d1 – Biały hetman · e1 – Biały król · f1 – Biały goniec · g1 – Biały skoczek · h1 – Biała wieża | a8 – Czarna wieża · b8 – Czarny skoczek · c8 – Czarny goniec · d8 – Czarny hetman · e8 – Czarny król · f8 – Czarny goniec · h8 – Czarna wieża · a7 – Czarny pionek · b7 – Czarny pionek · c7 – Czarny pionek · f7 – Czarny pionek · g7 – Czarny pionek · h7 – Czarny pionek · e6 – Czarny pionek · f6 – Czarny skoczek · d5 – Czarny pionek · e5 – Biały pionek · d4 – Biały pionek · c3 – Biały skoczek · a2 – Biały pionek · b2 – Biały pionek · c2 – Biały pionek · f2 – Biały pionek · g2 – Biały pionek · h2 – Biały pionek · a1 – Biała wieża · c1 – Biały goniec · d1 – Biały hetman · e1 – Biały król · f1 – Biały goniec · g1 – Biały skoczek · h1 – Biała wieża | a8 – Czarna wieża · b8 – Czarny skoczek · c8 – Czarny goniec · d8 – Czarny hetman · e8 – Czarny król · f8 – Czarny goniec · h8 – Czarna wieża · a7 – Czarny pionek · b7 – Czarny pionek · c7 – Czarny pionek · f7 – Czarny pionek · g7 – Czarny pionek · h7 – Czarny pionek · e6 – Czarny pionek · f6 – Czarny skoczek · d5 – Czarny pionek · e5 – Biały pionek · d4 – Biały pionek · c3 – Biały skoczek · a2 – Biały pionek · b2 – Biały pionek · c2 – Biały pionek · f2 – Biały pionek · g2 – Biały pionek · h2 – Biały pionek · a1 – Biała wieża · c1 – Biały goniec · d1 – Biały hetman · e1 – Biały król · f1 – Biały goniec · g1 – Biały skoczek · h1 – Biała wieża | a8 – Czarna wieża · b8 – Czarny skoczek · c8 – Czarny goniec · d8 – Czarny hetman · e8 – Czarny król · f8 – Czarny goniec · h8 – Czarna wieża · a7 – Czarny pionek · b7 – Czarny pionek · c7 – Czarny pionek · f7 – Czarny pionek · g7 – Czarny pionek · h7 – Czarny pionek · e6 – Czarny pionek · f6 – Czarny skoczek · d5 – Czarny pionek · e5 – Biały pionek · d4 – Biały pionek · c3 – Biały skoczek · a2 – Biały pionek · b2 – Biały pionek · c2 – Biały pionek · f2 – Biały pionek · g2 – Biały pionek · h2 – Biały pionek · a1 – Biała wieża · c1 – Biały goniec · d1 – Biały hetman · e1 – Biały król · f1 – Biały goniec · g1 – Biały skoczek · h1 – Biała wieża | a8 – Czarna wieża · b8 – Czarny skoczek · c8 – Czarny goniec · d8 – Czarny hetman · e8 – Czarny król · f8 – Czarny goniec · h8 – Czarna wieża · a7 – Czarny pionek · b7 – Czarny pionek · c7 – Czarny pionek · f7 – Czarny pionek · g7 – Czarny pionek · h7 – Czarny pionek · e6 – Czarny pionek · f6 – Czarny skoczek · d5 – Czarny pionek · e5 – Biały pionek · d4 – Biały pionek · c3 – Biały skoczek · a2 – Biały pionek · b2 – Biały pionek · c2 – Biały pionek · f2 – Biały pionek · g2 – Biały pionek · h2 – Biały pionek · a1 – Biała wieża · c1 – Biały goniec · d1 – Biały hetman · e1 – Biały król · f1 – Biały goniec · g1 – Biały skoczek · h1 – Biała wieża | a8 – Czarna wieża · b8 – Czarny skoczek · c8 – Czarny goniec · d8 – Czarny hetman · e8 – Czarny król · f8 – Czarny goniec · h8 – Czarna wieża · a7 – Czarny pionek · b7 – Czarny pionek · c7 – Czarny pionek · f7 – Czarny pionek · g7 – Czarny pionek · h7 – Czarny pionek · e6 – Czarny pionek · f6 – Czarny skoczek · d5 – Czarny pionek · e5 – Biały pionek · d4 – Biały pionek · c3 – Biały skoczek · a2 – Biały pionek · b2 – Biały pionek · c2 – Biały pionek · f2 – Biały pionek · g2 – Biały pionek · h2 – Biały pionek · a1 – Biała wieża · c1 – Biały goniec · d1 – Biały hetman · e1 – Biały król · f1 – Biały goniec · g1 – Biały skoczek · h1 – Biała wieża | a8 – Czarna wieża · b8 – Czarny skoczek · c8 – Czarny goniec · d8 – Czarny hetman · e8 – Czarny król · f8 – Czarny goniec · h8 – Czarna wieża · a7 – Czarny pionek · b7 – Czarny pionek · c7 – Czarny pionek · f7 – Czarny pionek · g7 – Czarny pionek · h7 – Czarny pionek · e6 – Czarny pionek · f6 – Czarny skoczek · d5 – Czarny pionek · e5 – Biały pionek · d4 – Biały pionek · c3 – Biały skoczek · a2 – Biały pionek · b2 – Biały pionek · c2 – Biały pionek · f2 – Biały pionek · g2 – Biały pionek · h2 – Biały pionek · a1 – Biała wieża · c1 – Biały goniec · d1 – Biały hetman · e1 – Biały król · f1 – Biały goniec · g1 – Biały skoczek · h1 – Biała wieża | 8 |
| 7 | a8 – Czarna wieża · b8 – Czarny skoczek · c8 – Czarny goniec · d8 – Czarny hetman · e8 – Czarny król · f8 – Czarny goniec · h8 – Czarna wieża · a7 – Czarny pionek · b7 – Czarny pionek · c7 – Czarny pionek · f7 – Czarny pionek · g7 – Czarny pionek · h7 – Czarny pionek · e6 – Czarny pionek · f6 – Czarny skoczek · d5 – Czarny pionek · e5 – Biały pionek · d4 – Biały pionek · c3 – Biały skoczek · a2 – Biały pionek · b2 – Biały pionek · c2 – Biały pionek · f2 – Biały pionek · g2 – Biały pionek · h2 – Biały pionek · a1 – Biała wieża · c1 – Biały goniec · d1 – Biały hetman · e1 – Biały król · f1 – Biały goniec · g1 – Biały skoczek · h1 – Biała wieża | a8 – Czarna wieża · b8 – Czarny skoczek · c8 – Czarny goniec · d8 – Czarny hetman · e8 – Czarny król · f8 – Czarny goniec · h8 – Czarna wieża · a7 – Czarny pionek · b7 – Czarny pionek · c7 – Czarny pionek · f7 – Czarny pionek · g7 – Czarny pionek · h7 – Czarny pionek · e6 – Czarny pionek · f6 – Czarny skoczek · d5 – Czarny pionek · e5 – Biały pionek · d4 – Biały pionek · c3 – Biały skoczek · a2 – Biały pionek · b2 – Biały pionek · c2 – Biały pionek · f2 – Biały pionek · g2 – Biały pionek · h2 – Biały pionek · a1 – Biała wieża · c1 – Biały goniec · d1 – Biały hetman · e1 – Biały król · f1 – Biały goniec · g1 – Biały skoczek · h1 – Biała wieża | a8 – Czarna wieża · b8 – Czarny skoczek · c8 – Czarny goniec · d8 – Czarny hetman · e8 – Czarny król · f8 – Czarny goniec · h8 – Czarna wieża · a7 – Czarny pionek · b7 – Czarny pionek · c7 – Czarny pionek · f7 – Czarny pionek · g7 – Czarny pionek · h7 – Czarny pionek · e6 – Czarny pionek · f6 – Czarny skoczek · d5 – Czarny pionek · e5 – Biały pionek · d4 – Biały pionek · c3 – Biały skoczek · a2 – Biały pionek · b2 – Biały pionek · c2 – Biały pionek · f2 – Biały pionek · g2 – Biały pionek · h2 – Biały pionek · a1 – Biała wieża · c1 – Biały goniec · d1 – Biały hetman · e1 – Biały król · f1 – Biały goniec · g1 – Biały skoczek · h1 – Biała wieża | a8 – Czarna wieża · b8 – Czarny skoczek · c8 – Czarny goniec · d8 – Czarny hetman · e8 – Czarny król · f8 – Czarny goniec · h8 – Czarna wieża · a7 – Czarny pionek · b7 – Czarny pionek · c7 – Czarny pionek · f7 – Czarny pionek · g7 – Czarny pionek · h7 – Czarny pionek · e6 – Czarny pionek · f6 – Czarny skoczek · d5 – Czarny pionek · e5 – Biały pionek · d4 – Biały pionek · c3 – Biały skoczek · a2 – Biały pionek · b2 – Biały pionek · c2 – Biały pionek · f2 – Biały pionek · g2 – Biały pionek · h2 – Biały pionek · a1 – Biała wieża · c1 – Biały goniec · d1 – Biały hetman · e1 – Biały król · f1 – Biały goniec · g1 – Biały skoczek · h1 – Biała wieża | a8 – Czarna wieża · b8 – Czarny skoczek · c8 – Czarny goniec · d8 – Czarny hetman · e8 – Czarny król · f8 – Czarny goniec · h8 – Czarna wieża · a7 – Czarny pionek · b7 – Czarny pionek · c7 – Czarny pionek · f7 – Czarny pionek · g7 – Czarny pionek · h7 – Czarny pionek · e6 – Czarny pionek · f6 – Czarny skoczek · d5 – Czarny pionek · e5 – Biały pionek · d4 – Biały pionek · c3 – Biały skoczek · a2 – Biały pionek · b2 – Biały pionek · c2 – Biały pionek · f2 – Biały pionek · g2 – Biały pionek · h2 – Biały pionek · a1 – Biała wieża · c1 – Biały goniec · d1 – Biały hetman · e1 – Biały król · f1 – Biały goniec · g1 – Biały skoczek · h1 – Biała wieża | a8 – Czarna wieża · b8 – Czarny skoczek · c8 – Czarny goniec · d8 – Czarny hetman · e8 – Czarny król · f8 – Czarny goniec · h8 – Czarna wieża · a7 – Czarny pionek · b7 – Czarny pionek · c7 – Czarny pionek · f7 – Czarny pionek · g7 – Czarny pionek · h7 – Czarny pionek · e6 – Czarny pionek · f6 – Czarny skoczek · d5 – Czarny pionek · e5 – Biały pionek · d4 – Biały pionek · c3 – Biały skoczek · a2 – Biały pionek · b2 – Biały pionek · c2 – Biały pionek · f2 – Biały pionek · g2 – Biały pionek · h2 – Biały pionek · a1 – Biała wieża · c1 – Biały goniec · d1 – Biały hetman · e1 – Biały król · f1 – Biały goniec · g1 – Biały skoczek · h1 – Biała wieża | a8 – Czarna wieża · b8 – Czarny skoczek · c8 – Czarny goniec · d8 – Czarny hetman · e8 – Czarny król · f8 – Czarny goniec · h8 – Czarna wieża · a7 – Czarny pionek · b7 – Czarny pionek · c7 – Czarny pionek · f7 – Czarny pionek · g7 – Czarny pionek · h7 – Czarny pionek · e6 – Czarny pionek · f6 – Czarny skoczek · d5 – Czarny pionek · e5 – Biały pionek · d4 – Biały pionek · c3 – Biały skoczek · a2 – Biały pionek · b2 – Biały pionek · c2 – Biały pionek · f2 – Biały pionek · g2 – Biały pionek · h2 – Biały pionek · a1 – Biała wieża · c1 – Biały goniec · d1 – Biały hetman · e1 – Biały król · f1 – Biały goniec · g1 – Biały skoczek · h1 – Biała wieża | a8 – Czarna wieża · b8 – Czarny skoczek · c8 – Czarny goniec · d8 – Czarny hetman · e8 – Czarny król · f8 – Czarny goniec · h8 – Czarna wieża · a7 – Czarny pionek · b7 – Czarny pionek · c7 – Czarny pionek · f7 – Czarny pionek · g7 – Czarny pionek · h7 – Czarny pionek · e6 – Czarny pionek · f6 – Czarny skoczek · d5 – Czarny pionek · e5 – Biały pionek · d4 – Biały pionek · c3 – Biały skoczek · a2 – Biały pionek · b2 – Biały pionek · c2 – Biały pionek · f2 – Biały pionek · g2 – Biały pionek · h2 – Biały pionek · a1 – Biała wieża · c1 – Biały goniec · d1 – Biały hetman · e1 – Biały król · f1 – Biały goniec · g1 – Biały skoczek · h1 – Biała wieża | 7 |
| 6 | a8 – Czarna wieża · b8 – Czarny skoczek · c8 – Czarny goniec · d8 – Czarny hetman · e8 – Czarny król · f8 – Czarny goniec · h8 – Czarna wieża · a7 – Czarny pionek · b7 – Czarny pionek · c7 – Czarny pionek · f7 – Czarny pionek · g7 – Czarny pionek · h7 – Czarny pionek · e6 – Czarny pionek · f6 – Czarny skoczek · d5 – Czarny pionek · e5 – Biały pionek · d4 – Biały pionek · c3 – Biały skoczek · a2 – Biały pionek · b2 – Biały pionek · c2 – Biały pionek · f2 – Biały pionek · g2 – Biały pionek · h2 – Biały pionek · a1 – Biała wieża · c1 – Biały goniec · d1 – Biały hetman · e1 – Biały król · f1 – Biały goniec · g1 – Biały skoczek · h1 – Biała wieża | a8 – Czarna wieża · b8 – Czarny skoczek · c8 – Czarny goniec · d8 – Czarny hetman · e8 – Czarny król · f8 – Czarny goniec · h8 – Czarna wieża · a7 – Czarny pionek · b7 – Czarny pionek · c7 – Czarny pionek · f7 – Czarny pionek · g7 – Czarny pionek · h7 – Czarny pionek · e6 – Czarny pionek · f6 – Czarny skoczek · d5 – Czarny pionek · e5 – Biały pionek · d4 – Biały pionek · c3 – Biały skoczek · a2 – Biały pionek · b2 – Biały pionek · c2 – Biały pionek · f2 – Biały pionek · g2 – Biały pionek · h2 – Biały pionek · a1 – Biała wieża · c1 – Biały goniec · d1 – Biały hetman · e1 – Biały król · f1 – Biały goniec · g1 – Biały skoczek · h1 – Biała wieża | a8 – Czarna wieża · b8 – Czarny skoczek · c8 – Czarny goniec · d8 – Czarny hetman · e8 – Czarny król · f8 – Czarny goniec · h8 – Czarna wieża · a7 – Czarny pionek · b7 – Czarny pionek · c7 – Czarny pionek · f7 – Czarny pionek · g7 – Czarny pionek · h7 – Czarny pionek · e6 – Czarny pionek · f6 – Czarny skoczek · d5 – Czarny pionek · e5 – Biały pionek · d4 – Biały pionek · c3 – Biały skoczek · a2 – Biały pionek · b2 – Biały pionek · c2 – Biały pionek · f2 – Biały pionek · g2 – Biały pionek · h2 – Biały pionek · a1 – Biała wieża · c1 – Biały goniec · d1 – Biały hetman · e1 – Biały król · f1 – Biały goniec · g1 – Biały skoczek · h1 – Biała wieża | a8 – Czarna wieża · b8 – Czarny skoczek · c8 – Czarny goniec · d8 – Czarny hetman · e8 – Czarny król · f8 – Czarny goniec · h8 – Czarna wieża · a7 – Czarny pionek · b7 – Czarny pionek · c7 – Czarny pionek · f7 – Czarny pionek · g7 – Czarny pionek · h7 – Czarny pionek · e6 – Czarny pionek · f6 – Czarny skoczek · d5 – Czarny pionek · e5 – Biały pionek · d4 – Biały pionek · c3 – Biały skoczek · a2 – Biały pionek · b2 – Biały pionek · c2 – Biały pionek · f2 – Biały pionek · g2 – Biały pionek · h2 – Biały pionek · a1 – Biała wieża · c1 – Biały goniec · d1 – Biały hetman · e1 – Biały król · f1 – Biały goniec · g1 – Biały skoczek · h1 – Biała wieża | a8 – Czarna wieża · b8 – Czarny skoczek · c8 – Czarny goniec · d8 – Czarny hetman · e8 – Czarny król · f8 – Czarny goniec · h8 – Czarna wieża · a7 – Czarny pionek · b7 – Czarny pionek · c7 – Czarny pionek · f7 – Czarny pionek · g7 – Czarny pionek · h7 – Czarny pionek · e6 – Czarny pionek · f6 – Czarny skoczek · d5 – Czarny pionek · e5 – Biały pionek · d4 – Biały pionek · c3 – Biały skoczek · a2 – Biały pionek · b2 – Biały pionek · c2 – Biały pionek · f2 – Biały pionek · g2 – Biały pionek · h2 – Biały pionek · a1 – Biała wieża · c1 – Biały goniec · d1 – Biały hetman · e1 – Biały król · f1 – Biały goniec · g1 – Biały skoczek · h1 – Biała wieża | a8 – Czarna wieża · b8 – Czarny skoczek · c8 – Czarny goniec · d8 – Czarny hetman · e8 – Czarny król · f8 – Czarny goniec · h8 – Czarna wieża · a7 – Czarny pionek · b7 – Czarny pionek · c7 – Czarny pionek · f7 – Czarny pionek · g7 – Czarny pionek · h7 – Czarny pionek · e6 – Czarny pionek · f6 – Czarny skoczek · d5 – Czarny pionek · e5 – Biały pionek · d4 – Biały pionek · c3 – Biały skoczek · a2 – Biały pionek · b2 – Biały pionek · c2 – Biały pionek · f2 – Biały pionek · g2 – Biały pionek · h2 – Biały pionek · a1 – Biała wieża · c1 – Biały goniec · d1 – Biały hetman · e1 – Biały król · f1 – Biały goniec · g1 – Biały skoczek · h1 – Biała wieża | a8 – Czarna wieża · b8 – Czarny skoczek · c8 – Czarny goniec · d8 – Czarny hetman · e8 – Czarny król · f8 – Czarny goniec · h8 – Czarna wieża · a7 – Czarny pionek · b7 – Czarny pionek · c7 – Czarny pionek · f7 – Czarny pionek · g7 – Czarny pionek · h7 – Czarny pionek · e6 – Czarny pionek · f6 – Czarny skoczek · d5 – Czarny pionek · e5 – Biały pionek · d4 – Biały pionek · c3 – Biały skoczek · a2 – Biały pionek · b2 – Biały pionek · c2 – Biały pionek · f2 – Biały pionek · g2 – Biały pionek · h2 – Biały pionek · a1 – Biała wieża · c1 – Biały goniec · d1 – Biały hetman · e1 – Biały król · f1 – Biały goniec · g1 – Biały skoczek · h1 – Biała wieża | a8 – Czarna wieża · b8 – Czarny skoczek · c8 – Czarny goniec · d8 – Czarny hetman · e8 – Czarny król · f8 – Czarny goniec · h8 – Czarna wieża · a7 – Czarny pionek · b7 – Czarny pionek · c7 – Czarny pionek · f7 – Czarny pionek · g7 – Czarny pionek · h7 – Czarny pionek · e6 – Czarny pionek · f6 – Czarny skoczek · d5 – Czarny pionek · e5 – Biały pionek · d4 – Biały pionek · c3 – Biały skoczek · a2 – Biały pionek · b2 – Biały pionek · c2 – Biały pionek · f2 – Biały pionek · g2 – Biały pionek · h2 – Biały pionek · a1 – Biała wieża · c1 – Biały goniec · d1 – Biały hetman · e1 – Biały król · f1 – Biały goniec · g1 – Biały skoczek · h1 – Biała wieża | 6 |
| 5 | a8 – Czarna wieża · b8 – Czarny skoczek · c8 – Czarny goniec · d8 – Czarny hetman · e8 – Czarny król · f8 – Czarny goniec · h8 – Czarna wieża · a7 – Czarny pionek · b7 – Czarny pionek · c7 – Czarny pionek · f7 – Czarny pionek · g7 – Czarny pionek · h7 – Czarny pionek · e6 – Czarny pionek · f6 – Czarny skoczek · d5 – Czarny pionek · e5 – Biały pionek · d4 – Biały pionek · c3 – Biały skoczek · a2 – Biały pionek · b2 – Biały pionek · c2 – Biały pionek · f2 – Biały pionek · g2 – Biały pionek · h2 – Biały pionek · a1 – Biała wieża · c1 – Biały goniec · d1 – Biały hetman · e1 – Biały król · f1 – Biały goniec · g1 – Biały skoczek · h1 – Biała wieża | a8 – Czarna wieża · b8 – Czarny skoczek · c8 – Czarny goniec · d8 – Czarny hetman · e8 – Czarny król · f8 – Czarny goniec · h8 – Czarna wieża · a7 – Czarny pionek · b7 – Czarny pionek · c7 – Czarny pionek · f7 – Czarny pionek · g7 – Czarny pionek · h7 – Czarny pionek · e6 – Czarny pionek · f6 – Czarny skoczek · d5 – Czarny pionek · e5 – Biały pionek · d4 – Biały pionek · c3 – Biały skoczek · a2 – Biały pionek · b2 – Biały pionek · c2 – Biały pionek · f2 – Biały pionek · g2 – Biały pionek · h2 – Biały pionek · a1 – Biała wieża · c1 – Biały goniec · d1 – Biały hetman · e1 – Biały król · f1 – Biały goniec · g1 – Biały skoczek · h1 – Biała wieża | a8 – Czarna wieża · b8 – Czarny skoczek · c8 – Czarny goniec · d8 – Czarny hetman · e8 – Czarny król · f8 – Czarny goniec · h8 – Czarna wieża · a7 – Czarny pionek · b7 – Czarny pionek · c7 – Czarny pionek · f7 – Czarny pionek · g7 – Czarny pionek · h7 – Czarny pionek · e6 – Czarny pionek · f6 – Czarny skoczek · d5 – Czarny pionek · e5 – Biały pionek · d4 – Biały pionek · c3 – Biały skoczek · a2 – Biały pionek · b2 – Biały pionek · c2 – Biały pionek · f2 – Biały pionek · g2 – Biały pionek · h2 – Biały pionek · a1 – Biała wieża · c1 – Biały goniec · d1 – Biały hetman · e1 – Biały król · f1 – Biały goniec · g1 – Biały skoczek · h1 – Biała wieża | a8 – Czarna wieża · b8 – Czarny skoczek · c8 – Czarny goniec · d8 – Czarny hetman · e8 – Czarny król · f8 – Czarny goniec · h8 – Czarna wieża · a7 – Czarny pionek · b7 – Czarny pionek · c7 – Czarny pionek · f7 – Czarny pionek · g7 – Czarny pionek · h7 – Czarny pionek · e6 – Czarny pionek · f6 – Czarny skoczek · d5 – Czarny pionek · e5 – Biały pionek · d4 – Biały pionek · c3 – Biały skoczek · a2 – Biały pionek · b2 – Biały pionek · c2 – Biały pionek · f2 – Biały pionek · g2 – Biały pionek · h2 – Biały pionek · a1 – Biała wieża · c1 – Biały goniec · d1 – Biały hetman · e1 – Biały król · f1 – Biały goniec · g1 – Biały skoczek · h1 – Biała wieża | a8 – Czarna wieża · b8 – Czarny skoczek · c8 – Czarny goniec · d8 – Czarny hetman · e8 – Czarny król · f8 – Czarny goniec · h8 – Czarna wieża · a7 – Czarny pionek · b7 – Czarny pionek · c7 – Czarny pionek · f7 – Czarny pionek · g7 – Czarny pionek · h7 – Czarny pionek · e6 – Czarny pionek · f6 – Czarny skoczek · d5 – Czarny pionek · e5 – Biały pionek · d4 – Biały pionek · c3 – Biały skoczek · a2 – Biały pionek · b2 – Biały pionek · c2 – Biały pionek · f2 – Biały pionek · g2 – Biały pionek · h2 – Biały pionek · a1 – Biała wieża · c1 – Biały goniec · d1 – Biały hetman · e1 – Biały król · f1 – Biały goniec · g1 – Biały skoczek · h1 – Biała wieża | a8 – Czarna wieża · b8 – Czarny skoczek · c8 – Czarny goniec · d8 – Czarny hetman · e8 – Czarny król · f8 – Czarny goniec · h8 – Czarna wieża · a7 – Czarny pionek · b7 – Czarny pionek · c7 – Czarny pionek · f7 – Czarny pionek · g7 – Czarny pionek · h7 – Czarny pionek · e6 – Czarny pionek · f6 – Czarny skoczek · d5 – Czarny pionek · e5 – Biały pionek · d4 – Biały pionek · c3 – Biały skoczek · a2 – Biały pionek · b2 – Biały pionek · c2 – Biały pionek · f2 – Biały pionek · g2 – Biały pionek · h2 – Biały pionek · a1 – Biała wieża · c1 – Biały goniec · d1 – Biały hetman · e1 – Biały król · f1 – Biały goniec · g1 – Biały skoczek · h1 – Biała wieża | a8 – Czarna wieża · b8 – Czarny skoczek · c8 – Czarny goniec · d8 – Czarny hetman · e8 – Czarny król · f8 – Czarny goniec · h8 – Czarna wieża · a7 – Czarny pionek · b7 – Czarny pionek · c7 – Czarny pionek · f7 – Czarny pionek · g7 – Czarny pionek · h7 – Czarny pionek · e6 – Czarny pionek · f6 – Czarny skoczek · d5 – Czarny pionek · e5 – Biały pionek · d4 – Biały pionek · c3 – Biały skoczek · a2 – Biały pionek · b2 – Biały pionek · c2 – Biały pionek · f2 – Biały pionek · g2 – Biały pionek · h2 – Biały pionek · a1 – Biała wieża · c1 – Biały goniec · d1 – Biały hetman · e1 – Biały król · f1 – Biały goniec · g1 – Biały skoczek · h1 – Biała wieża | a8 – Czarna wieża · b8 – Czarny skoczek · c8 – Czarny goniec · d8 – Czarny hetman · e8 – Czarny król · f8 – Czarny goniec · h8 – Czarna wieża · a7 – Czarny pionek · b7 – Czarny pionek · c7 – Czarny pionek · f7 – Czarny pionek · g7 – Czarny pionek · h7 – Czarny pionek · e6 – Czarny pionek · f6 – Czarny skoczek · d5 – Czarny pionek · e5 – Biały pionek · d4 – Biały pionek · c3 – Biały skoczek · a2 – Biały pionek · b2 – Biały pionek · c2 – Biały pionek · f2 – Biały pionek · g2 – Biały pionek · h2 – Biały pionek · a1 – Biała wieża · c1 – Biały goniec · d1 – Biały hetman · e1 – Biały król · f1 – Biały goniec · g1 – Biały skoczek · h1 – Biała wieża | 5 |
| 4 | a8 – Czarna wieża · b8 – Czarny skoczek · c8 – Czarny goniec · d8 – Czarny hetman · e8 – Czarny król · f8 – Czarny goniec · h8 – Czarna wieża · a7 – Czarny pionek · b7 – Czarny pionek · c7 – Czarny pionek · f7 – Czarny pionek · g7 – Czarny pionek · h7 – Czarny pionek · e6 – Czarny pionek · f6 – Czarny skoczek · d5 – Czarny pionek · e5 – Biały pionek · d4 – Biały pionek · c3 – Biały skoczek · a2 – Biały pionek · b2 – Biały pionek · c2 – Biały pionek · f2 – Biały pionek · g2 – Biały pionek · h2 – Biały pionek · a1 – Biała wieża · c1 – Biały goniec · d1 – Biały hetman · e1 – Biały król · f1 – Biały goniec · g1 – Biały skoczek · h1 – Biała wieża | a8 – Czarna wieża · b8 – Czarny skoczek · c8 – Czarny goniec · d8 – Czarny hetman · e8 – Czarny król · f8 – Czarny goniec · h8 – Czarna wieża · a7 – Czarny pionek · b7 – Czarny pionek · c7 – Czarny pionek · f7 – Czarny pionek · g7 – Czarny pionek · h7 – Czarny pionek · e6 – Czarny pionek · f6 – Czarny skoczek · d5 – Czarny pionek · e5 – Biały pionek · d4 – Biały pionek · c3 – Biały skoczek · a2 – Biały pionek · b2 – Biały pionek · c2 – Biały pionek · f2 – Biały pionek · g2 – Biały pionek · h2 – Biały pionek · a1 – Biała wieża · c1 – Biały goniec · d1 – Biały hetman · e1 – Biały król · f1 – Biały goniec · g1 – Biały skoczek · h1 – Biała wieża | a8 – Czarna wieża · b8 – Czarny skoczek · c8 – Czarny goniec · d8 – Czarny hetman · e8 – Czarny król · f8 – Czarny goniec · h8 – Czarna wieża · a7 – Czarny pionek · b7 – Czarny pionek · c7 – Czarny pionek · f7 – Czarny pionek · g7 – Czarny pionek · h7 – Czarny pionek · e6 – Czarny pionek · f6 – Czarny skoczek · d5 – Czarny pionek · e5 – Biały pionek · d4 – Biały pionek · c3 – Biały skoczek · a2 – Biały pionek · b2 – Biały pionek · c2 – Biały pionek · f2 – Biały pionek · g2 – Biały pionek · h2 – Biały pionek · a1 – Biała wieża · c1 – Biały goniec · d1 – Biały hetman · e1 – Biały król · f1 – Biały goniec · g1 – Biały skoczek · h1 – Biała wieża | a8 – Czarna wieża · b8 – Czarny skoczek · c8 – Czarny goniec · d8 – Czarny hetman · e8 – Czarny król · f8 – Czarny goniec · h8 – Czarna wieża · a7 – Czarny pionek · b7 – Czarny pionek · c7 – Czarny pionek · f7 – Czarny pionek · g7 – Czarny pionek · h7 – Czarny pionek · e6 – Czarny pionek · f6 – Czarny skoczek · d5 – Czarny pionek · e5 – Biały pionek · d4 – Biały pionek · c3 – Biały skoczek · a2 – Biały pionek · b2 – Biały pionek · c2 – Biały pionek · f2 – Biały pionek · g2 – Biały pionek · h2 – Biały pionek · a1 – Biała wieża · c1 – Biały goniec · d1 – Biały hetman · e1 – Biały król · f1 – Biały goniec · g1 – Biały skoczek · h1 – Biała wieża | a8 – Czarna wieża · b8 – Czarny skoczek · c8 – Czarny goniec · d8 – Czarny hetman · e8 – Czarny król · f8 – Czarny goniec · h8 – Czarna wieża · a7 – Czarny pionek · b7 – Czarny pionek · c7 – Czarny pionek · f7 – Czarny pionek · g7 – Czarny pionek · h7 – Czarny pionek · e6 – Czarny pionek · f6 – Czarny skoczek · d5 – Czarny pionek · e5 – Biały pionek · d4 – Biały pionek · c3 – Biały skoczek · a2 – Biały pionek · b2 – Biały pionek · c2 – Biały pionek · f2 – Biały pionek · g2 – Biały pionek · h2 – Biały pionek · a1 – Biała wieża · c1 – Biały goniec · d1 – Biały hetman · e1 – Biały król · f1 – Biały goniec · g1 – Biały skoczek · h1 – Biała wieża | a8 – Czarna wieża · b8 – Czarny skoczek · c8 – Czarny goniec · d8 – Czarny hetman · e8 – Czarny król · f8 – Czarny goniec · h8 – Czarna wieża · a7 – Czarny pionek · b7 – Czarny pionek · c7 – Czarny pionek · f7 – Czarny pionek · g7 – Czarny pionek · h7 – Czarny pionek · e6 – Czarny pionek · f6 – Czarny skoczek · d5 – Czarny pionek · e5 – Biały pionek · d4 – Biały pionek · c3 – Biały skoczek · a2 – Biały pionek · b2 – Biały pionek · c2 – Biały pionek · f2 – Biały pionek · g2 – Biały pionek · h2 – Biały pionek · a1 – Biała wieża · c1 – Biały goniec · d1 – Biały hetman · e1 – Biały król · f1 – Biały goniec · g1 – Biały skoczek · h1 – Biała wieża | a8 – Czarna wieża · b8 – Czarny skoczek · c8 – Czarny goniec · d8 – Czarny hetman · e8 – Czarny król · f8 – Czarny goniec · h8 – Czarna wieża · a7 – Czarny pionek · b7 – Czarny pionek · c7 – Czarny pionek · f7 – Czarny pionek · g7 – Czarny pionek · h7 – Czarny pionek · e6 – Czarny pionek · f6 – Czarny skoczek · d5 – Czarny pionek · e5 – Biały pionek · d4 – Biały pionek · c3 – Biały skoczek · a2 – Biały pionek · b2 – Biały pionek · c2 – Biały pionek · f2 – Biały pionek · g2 – Biały pionek · h2 – Biały pionek · a1 – Biała wieża · c1 – Biały goniec · d1 – Biały hetman · e1 – Biały król · f1 – Biały goniec · g1 – Biały skoczek · h1 – Biała wieża | a8 – Czarna wieża · b8 – Czarny skoczek · c8 – Czarny goniec · d8 – Czarny hetman · e8 – Czarny król · f8 – Czarny goniec · h8 – Czarna wieża · a7 – Czarny pionek · b7 – Czarny pionek · c7 – Czarny pionek · f7 – Czarny pionek · g7 – Czarny pionek · h7 – Czarny pionek · e6 – Czarny pionek · f6 – Czarny skoczek · d5 – Czarny pionek · e5 – Biały pionek · d4 – Biały pionek · c3 – Biały skoczek · a2 – Biały pionek · b2 – Biały pionek · c2 – Biały pionek · f2 – Biały pionek · g2 – Biały pionek · h2 – Biały pionek · a1 – Biała wieża · c1 – Biały goniec · d1 – Biały hetman · e1 – Biały król · f1 – Biały goniec · g1 – Biały skoczek · h1 – Biała wieża | 4 |
| 3 | a8 – Czarna wieża · b8 – Czarny skoczek · c8 – Czarny goniec · d8 – Czarny hetman · e8 – Czarny król · f8 – Czarny goniec · h8 – Czarna wieża · a7 – Czarny pionek · b7 – Czarny pionek · c7 – Czarny pionek · f7 – Czarny pionek · g7 – Czarny pionek · h7 – Czarny pionek · e6 – Czarny pionek · f6 – Czarny skoczek · d5 – Czarny pionek · e5 – Biały pionek · d4 – Biały pionek · c3 – Biały skoczek · a2 – Biały pionek · b2 – Biały pionek · c2 – Biały pionek · f2 – Biały pionek · g2 – Biały pionek · h2 – Biały pionek · a1 – Biała wieża · c1 – Biały goniec · d1 – Biały hetman · e1 – Biały król · f1 – Biały goniec · g1 – Biały skoczek · h1 – Biała wieża | a8 – Czarna wieża · b8 – Czarny skoczek · c8 – Czarny goniec · d8 – Czarny hetman · e8 – Czarny król · f8 – Czarny goniec · h8 – Czarna wieża · a7 – Czarny pionek · b7 – Czarny pionek · c7 – Czarny pionek · f7 – Czarny pionek · g7 – Czarny pionek · h7 – Czarny pionek · e6 – Czarny pionek · f6 – Czarny skoczek · d5 – Czarny pionek · e5 – Biały pionek · d4 – Biały pionek · c3 – Biały skoczek · a2 – Biały pionek · b2 – Biały pionek · c2 – Biały pionek · f2 – Biały pionek · g2 – Biały pionek · h2 – Biały pionek · a1 – Biała wieża · c1 – Biały goniec · d1 – Biały hetman · e1 – Biały król · f1 – Biały goniec · g1 – Biały skoczek · h1 – Biała wieża | a8 – Czarna wieża · b8 – Czarny skoczek · c8 – Czarny goniec · d8 – Czarny hetman · e8 – Czarny król · f8 – Czarny goniec · h8 – Czarna wieża · a7 – Czarny pionek · b7 – Czarny pionek · c7 – Czarny pionek · f7 – Czarny pionek · g7 – Czarny pionek · h7 – Czarny pionek · e6 – Czarny pionek · f6 – Czarny skoczek · d5 – Czarny pionek · e5 – Biały pionek · d4 – Biały pionek · c3 – Biały skoczek · a2 – Biały pionek · b2 – Biały pionek · c2 – Biały pionek · f2 – Biały pionek · g2 – Biały pionek · h2 – Biały pionek · a1 – Biała wieża · c1 – Biały goniec · d1 – Biały hetman · e1 – Biały król · f1 – Biały goniec · g1 – Biały skoczek · h1 – Biała wieża | a8 – Czarna wieża · b8 – Czarny skoczek · c8 – Czarny goniec · d8 – Czarny hetman · e8 – Czarny król · f8 – Czarny goniec · h8 – Czarna wieża · a7 – Czarny pionek · b7 – Czarny pionek · c7 – Czarny pionek · f7 – Czarny pionek · g7 – Czarny pionek · h7 – Czarny pionek · e6 – Czarny pionek · f6 – Czarny skoczek · d5 – Czarny pionek · e5 – Biały pionek · d4 – Biały pionek · c3 – Biały skoczek · a2 – Biały pionek · b2 – Biały pionek · c2 – Biały pionek · f2 – Biały pionek · g2 – Biały pionek · h2 – Biały pionek · a1 – Biała wieża · c1 – Biały goniec · d1 – Biały hetman · e1 – Biały król · f1 – Biały goniec · g1 – Biały skoczek · h1 – Biała wieża | a8 – Czarna wieża · b8 – Czarny skoczek · c8 – Czarny goniec · d8 – Czarny hetman · e8 – Czarny król · f8 – Czarny goniec · h8 – Czarna wieża · a7 – Czarny pionek · b7 – Czarny pionek · c7 – Czarny pionek · f7 – Czarny pionek · g7 – Czarny pionek · h7 – Czarny pionek · e6 – Czarny pionek · f6 – Czarny skoczek · d5 – Czarny pionek · e5 – Biały pionek · d4 – Biały pionek · c3 – Biały skoczek · a2 – Biały pionek · b2 – Biały pionek · c2 – Biały pionek · f2 – Biały pionek · g2 – Biały pionek · h2 – Biały pionek · a1 – Biała wieża · c1 – Biały goniec · d1 – Biały hetman · e1 – Biały król · f1 – Biały goniec · g1 – Biały skoczek · h1 – Biała wieża | a8 – Czarna wieża · b8 – Czarny skoczek · c8 – Czarny goniec · d8 – Czarny hetman · e8 – Czarny król · f8 – Czarny goniec · h8 – Czarna wieża · a7 – Czarny pionek · b7 – Czarny pionek · c7 – Czarny pionek · f7 – Czarny pionek · g7 – Czarny pionek · h7 – Czarny pionek · e6 – Czarny pionek · f6 – Czarny skoczek · d5 – Czarny pionek · e5 – Biały pionek · d4 – Biały pionek · c3 – Biały skoczek · a2 – Biały pionek · b2 – Biały pionek · c2 – Biały pionek · f2 – Biały pionek · g2 – Biały pionek · h2 – Biały pionek · a1 – Biała wieża · c1 – Biały goniec · d1 – Biały hetman · e1 – Biały król · f1 – Biały goniec · g1 – Biały skoczek · h1 – Biała wieża | a8 – Czarna wieża · b8 – Czarny skoczek · c8 – Czarny goniec · d8 – Czarny hetman · e8 – Czarny król · f8 – Czarny goniec · h8 – Czarna wieża · a7 – Czarny pionek · b7 – Czarny pionek · c7 – Czarny pionek · f7 – Czarny pionek · g7 – Czarny pionek · h7 – Czarny pionek · e6 – Czarny pionek · f6 – Czarny skoczek · d5 – Czarny pionek · e5 – Biały pionek · d4 – Biały pionek · c3 – Biały skoczek · a2 – Biały pionek · b2 – Biały pionek · c2 – Biały pionek · f2 – Biały pionek · g2 – Biały pionek · h2 – Biały pionek · a1 – Biała wieża · c1 – Biały goniec · d1 – Biały hetman · e1 – Biały król · f1 – Biały goniec · g1 – Biały skoczek · h1 – Biała wieża | a8 – Czarna wieża · b8 – Czarny skoczek · c8 – Czarny goniec · d8 – Czarny hetman · e8 – Czarny król · f8 – Czarny goniec · h8 – Czarna wieża · a7 – Czarny pionek · b7 – Czarny pionek · c7 – Czarny pionek · f7 – Czarny pionek · g7 – Czarny pionek · h7 – Czarny pionek · e6 – Czarny pionek · f6 – Czarny skoczek · d5 – Czarny pionek · e5 – Biały pionek · d4 – Biały pionek · c3 – Biały skoczek · a2 – Biały pionek · b2 – Biały pionek · c2 – Biały pionek · f2 – Biały pionek · g2 – Biały pionek · h2 – Biały pionek · a1 – Biała wieża · c1 – Biały goniec · d1 – Biały hetman · e1 – Biały król · f1 – Biały goniec · g1 – Biały skoczek · h1 – Biała wieża | 3 |
| 2 | a8 – Czarna wieża · b8 – Czarny skoczek · c8 – Czarny goniec · d8 – Czarny hetman · e8 – Czarny król · f8 – Czarny goniec · h8 – Czarna wieża · a7 – Czarny pionek · b7 – Czarny pionek · c7 – Czarny pionek · f7 – Czarny pionek · g7 – Czarny pionek · h7 – Czarny pionek · e6 – Czarny pionek · f6 – Czarny skoczek · d5 – Czarny pionek · e5 – Biały pionek · d4 – Biały pionek · c3 – Biały skoczek · a2 – Biały pionek · b2 – Biały pionek · c2 – Biały pionek · f2 – Biały pionek · g2 – Biały pionek · h2 – Biały pionek · a1 – Biała wieża · c1 – Biały goniec · d1 – Biały hetman · e1 – Biały król · f1 – Biały goniec · g1 – Biały skoczek · h1 – Biała wieża | a8 – Czarna wieża · b8 – Czarny skoczek · c8 – Czarny goniec · d8 – Czarny hetman · e8 – Czarny król · f8 – Czarny goniec · h8 – Czarna wieża · a7 – Czarny pionek · b7 – Czarny pionek · c7 – Czarny pionek · f7 – Czarny pionek · g7 – Czarny pionek · h7 – Czarny pionek · e6 – Czarny pionek · f6 – Czarny skoczek · d5 – Czarny pionek · e5 – Biały pionek · d4 – Biały pionek · c3 – Biały skoczek · a2 – Biały pionek · b2 – Biały pionek · c2 – Biały pionek · f2 – Biały pionek · g2 – Biały pionek · h2 – Biały pionek · a1 – Biała wieża · c1 – Biały goniec · d1 – Biały hetman · e1 – Biały król · f1 – Biały goniec · g1 – Biały skoczek · h1 – Biała wieża | a8 – Czarna wieża · b8 – Czarny skoczek · c8 – Czarny goniec · d8 – Czarny hetman · e8 – Czarny król · f8 – Czarny goniec · h8 – Czarna wieża · a7 – Czarny pionek · b7 – Czarny pionek · c7 – Czarny pionek · f7 – Czarny pionek · g7 – Czarny pionek · h7 – Czarny pionek · e6 – Czarny pionek · f6 – Czarny skoczek · d5 – Czarny pionek · e5 – Biały pionek · d4 – Biały pionek · c3 – Biały skoczek · a2 – Biały pionek · b2 – Biały pionek · c2 – Biały pionek · f2 – Biały pionek · g2 – Biały pionek · h2 – Biały pionek · a1 – Biała wieża · c1 – Biały goniec · d1 – Biały hetman · e1 – Biały król · f1 – Biały goniec · g1 – Biały skoczek · h1 – Biała wieża | a8 – Czarna wieża · b8 – Czarny skoczek · c8 – Czarny goniec · d8 – Czarny hetman · e8 – Czarny król · f8 – Czarny goniec · h8 – Czarna wieża · a7 – Czarny pionek · b7 – Czarny pionek · c7 – Czarny pionek · f7 – Czarny pionek · g7 – Czarny pionek · h7 – Czarny pionek · e6 – Czarny pionek · f6 – Czarny skoczek · d5 – Czarny pionek · e5 – Biały pionek · d4 – Biały pionek · c3 – Biały skoczek · a2 – Biały pionek · b2 – Biały pionek · c2 – Biały pionek · f2 – Biały pionek · g2 – Biały pionek · h2 – Biały pionek · a1 – Biała wieża · c1 – Biały goniec · d1 – Biały hetman · e1 – Biały król · f1 – Biały goniec · g1 – Biały skoczek · h1 – Biała wieża | a8 – Czarna wieża · b8 – Czarny skoczek · c8 – Czarny goniec · d8 – Czarny hetman · e8 – Czarny król · f8 – Czarny goniec · h8 – Czarna wieża · a7 – Czarny pionek · b7 – Czarny pionek · c7 – Czarny pionek · f7 – Czarny pionek · g7 – Czarny pionek · h7 – Czarny pionek · e6 – Czarny pionek · f6 – Czarny skoczek · d5 – Czarny pionek · e5 – Biały pionek · d4 – Biały pionek · c3 – Biały skoczek · a2 – Biały pionek · b2 – Biały pionek · c2 – Biały pionek · f2 – Biały pionek · g2 – Biały pionek · h2 – Biały pionek · a1 – Biała wieża · c1 – Biały goniec · d1 – Biały hetman · e1 – Biały król · f1 – Biały goniec · g1 – Biały skoczek · h1 – Biała wieża | a8 – Czarna wieża · b8 – Czarny skoczek · c8 – Czarny goniec · d8 – Czarny hetman · e8 – Czarny król · f8 – Czarny goniec · h8 – Czarna wieża · a7 – Czarny pionek · b7 – Czarny pionek · c7 – Czarny pionek · f7 – Czarny pionek · g7 – Czarny pionek · h7 – Czarny pionek · e6 – Czarny pionek · f6 – Czarny skoczek · d5 – Czarny pionek · e5 – Biały pionek · d4 – Biały pionek · c3 – Biały skoczek · a2 – Biały pionek · b2 – Biały pionek · c2 – Biały pionek · f2 – Biały pionek · g2 – Biały pionek · h2 – Biały pionek · a1 – Biała wieża · c1 – Biały goniec · d1 – Biały hetman · e1 – Biały król · f1 – Biały goniec · g1 – Biały skoczek · h1 – Biała wieża | a8 – Czarna wieża · b8 – Czarny skoczek · c8 – Czarny goniec · d8 – Czarny hetman · e8 – Czarny król · f8 – Czarny goniec · h8 – Czarna wieża · a7 – Czarny pionek · b7 – Czarny pionek · c7 – Czarny pionek · f7 – Czarny pionek · g7 – Czarny pionek · h7 – Czarny pionek · e6 – Czarny pionek · f6 – Czarny skoczek · d5 – Czarny pionek · e5 – Biały pionek · d4 – Biały pionek · c3 – Biały skoczek · a2 – Biały pionek · b2 – Biały pionek · c2 – Biały pionek · f2 – Biały pionek · g2 – Biały pionek · h2 – Biały pionek · a1 – Biała wieża · c1 – Biały goniec · d1 – Biały hetman · e1 – Biały król · f1 – Biały goniec · g1 – Biały skoczek · h1 – Biała wieża | a8 – Czarna wieża · b8 – Czarny skoczek · c8 – Czarny goniec · d8 – Czarny hetman · e8 – Czarny król · f8 – Czarny goniec · h8 – Czarna wieża · a7 – Czarny pionek · b7 – Czarny pionek · c7 – Czarny pionek · f7 – Czarny pionek · g7 – Czarny pionek · h7 – Czarny pionek · e6 – Czarny pionek · f6 – Czarny skoczek · d5 – Czarny pionek · e5 – Biały pionek · d4 – Biały pionek · c3 – Biały skoczek · a2 – Biały pionek · b2 – Biały pionek · c2 – Biały pionek · f2 – Biały pionek · g2 – Biały pionek · h2 – Biały pionek · a1 – Biała wieża · c1 – Biały goniec · d1 – Biały hetman · e1 – Biały król · f1 – Biały goniec · g1 – Biały skoczek · h1 – Biała wieża | 2 |
| 1 | a8 – Czarna wieża · b8 – Czarny skoczek · c8 – Czarny goniec · d8 – Czarny hetman · e8 – Czarny król · f8 – Czarny goniec · h8 – Czarna wieża · a7 – Czarny pionek · b7 – Czarny pionek · c7 – Czarny pionek · f7 – Czarny pionek · g7 – Czarny pionek · h7 – Czarny pionek · e6 – Czarny pionek · f6 – Czarny skoczek · d5 – Czarny pionek · e5 – Biały pionek · d4 – Biały pionek · c3 – Biały skoczek · a2 – Biały pionek · b2 – Biały pionek · c2 – Biały pionek · f2 – Biały pionek · g2 – Biały pionek · h2 – Biały pionek · a1 – Biała wieża · c1 – Biały goniec · d1 – Biały hetman · e1 – Biały król · f1 – Biały goniec · g1 – Biały skoczek · h1 – Biała wieża | a8 – Czarna wieża · b8 – Czarny skoczek · c8 – Czarny goniec · d8 – Czarny hetman · e8 – Czarny król · f8 – Czarny goniec · h8 – Czarna wieża · a7 – Czarny pionek · b7 – Czarny pionek · c7 – Czarny pionek · f7 – Czarny pionek · g7 – Czarny pionek · h7 – Czarny pionek · e6 – Czarny pionek · f6 – Czarny skoczek · d5 – Czarny pionek · e5 – Biały pionek · d4 – Biały pionek · c3 – Biały skoczek · a2 – Biały pionek · b2 – Biały pionek · c2 – Biały pionek · f2 – Biały pionek · g2 – Biały pionek · h2 – Biały pionek · a1 – Biała wieża · c1 – Biały goniec · d1 – Biały hetman · e1 – Biały król · f1 – Biały goniec · g1 – Biały skoczek · h1 – Biała wieża | a8 – Czarna wieża · b8 – Czarny skoczek · c8 – Czarny goniec · d8 – Czarny hetman · e8 – Czarny król · f8 – Czarny goniec · h8 – Czarna wieża · a7 – Czarny pionek · b7 – Czarny pionek · c7 – Czarny pionek · f7 – Czarny pionek · g7 – Czarny pionek · h7 – Czarny pionek · e6 – Czarny pionek · f6 – Czarny skoczek · d5 – Czarny pionek · e5 – Biały pionek · d4 – Biały pionek · c3 – Biały skoczek · a2 – Biały pionek · b2 – Biały pionek · c2 – Biały pionek · f2 – Biały pionek · g2 – Biały pionek · h2 – Biały pionek · a1 – Biała wieża · c1 – Biały goniec · d1 – Biały hetman · e1 – Biały król · f1 – Biały goniec · g1 – Biały skoczek · h1 – Biała wieża | a8 – Czarna wieża · b8 – Czarny skoczek · c8 – Czarny goniec · d8 – Czarny hetman · e8 – Czarny król · f8 – Czarny goniec · h8 – Czarna wieża · a7 – Czarny pionek · b7 – Czarny pionek · c7 – Czarny pionek · f7 – Czarny pionek · g7 – Czarny pionek · h7 – Czarny pionek · e6 – Czarny pionek · f6 – Czarny skoczek · d5 – Czarny pionek · e5 – Biały pionek · d4 – Biały pionek · c3 – Biały skoczek · a2 – Biały pionek · b2 – Biały pionek · c2 – Biały pionek · f2 – Biały pionek · g2 – Biały pionek · h2 – Biały pionek · a1 – Biała wieża · c1 – Biały goniec · d1 – Biały hetman · e1 – Biały król · f1 – Biały goniec · g1 – Biały skoczek · h1 – Biała wieża | a8 – Czarna wieża · b8 – Czarny skoczek · c8 – Czarny goniec · d8 – Czarny hetman · e8 – Czarny król · f8 – Czarny goniec · h8 – Czarna wieża · a7 – Czarny pionek · b7 – Czarny pionek · c7 – Czarny pionek · f7 – Czarny pionek · g7 – Czarny pionek · h7 – Czarny pionek · e6 – Czarny pionek · f6 – Czarny skoczek · d5 – Czarny pionek · e5 – Biały pionek · d4 – Biały pionek · c3 – Biały skoczek · a2 – Biały pionek · b2 – Biały pionek · c2 – Biały pionek · f2 – Biały pionek · g2 – Biały pionek · h2 – Biały pionek · a1 – Biała wieża · c1 – Biały goniec · d1 – Biały hetman · e1 – Biały król · f1 – Biały goniec · g1 – Biały skoczek · h1 – Biała wieża | a8 – Czarna wieża · b8 – Czarny skoczek · c8 – Czarny goniec · d8 – Czarny hetman · e8 – Czarny król · f8 – Czarny goniec · h8 – Czarna wieża · a7 – Czarny pionek · b7 – Czarny pionek · c7 – Czarny pionek · f7 – Czarny pionek · g7 – Czarny pionek · h7 – Czarny pionek · e6 – Czarny pionek · f6 – Czarny skoczek · d5 – Czarny pionek · e5 – Biały pionek · d4 – Biały pionek · c3 – Biały skoczek · a2 – Biały pionek · b2 – Biały pionek · c2 – Biały pionek · f2 – Biały pionek · g2 – Biały pionek · h2 – Biały pionek · a1 – Biała wieża · c1 – Biały goniec · d1 – Biały hetman · e1 – Biały król · f1 – Biały goniec · g1 – Biały skoczek · h1 – Biała wieża | a8 – Czarna wieża · b8 – Czarny skoczek · c8 – Czarny goniec · d8 – Czarny hetman · e8 – Czarny król · f8 – Czarny goniec · h8 – Czarna wieża · a7 – Czarny pionek · b7 – Czarny pionek · c7 – Czarny pionek · f7 – Czarny pionek · g7 – Czarny pionek · h7 – Czarny pionek · e6 – Czarny pionek · f6 – Czarny skoczek · d5 – Czarny pionek · e5 – Biały pionek · d4 – Biały pionek · c3 – Biały skoczek · a2 – Biały pionek · b2 – Biały pionek · c2 – Biały pionek · f2 – Biały pionek · g2 – Biały pionek · h2 – Biały pionek · a1 – Biała wieża · c1 – Biały goniec · d1 – Biały hetman · e1 – Biały król · f1 – Biały goniec · g1 – Biały skoczek · h1 – Biała wieża | a8 – Czarna wieża · b8 – Czarny skoczek · c8 – Czarny goniec · d8 – Czarny hetman · e8 – Czarny król · f8 – Czarny goniec · h8 – Czarna wieża · a7 – Czarny pionek · b7 – Czarny pionek · c7 – Czarny pionek · f7 – Czarny pionek · g7 – Czarny pionek · h7 – Czarny pionek · e6 – Czarny pionek · f6 – Czarny skoczek · d5 – Czarny pionek · e5 – Biały pionek · d4 – Biały pionek · c3 – Biały skoczek · a2 – Biały pionek · b2 – Biały pionek · c2 – Biały pionek · f2 – Biały pionek · g2 – Biały pionek · h2 – Biały pionek · a1 – Biała wieża · c1 – Biały goniec · d1 – Biały hetman · e1 – Biały król · f1 – Biały goniec · g1 – Biały skoczek · h1 – Biała wieża | 1 |
|   | a | b | c | d | e | f | g | h |   |

Wilhelm Steinitz (ur. 14 maja 1836 w Pradze, zm. 12 sierpnia 1900 w Nowym Jorku) – pierwszy oficjalny mistrz świata w szachach. Miał duży wkład w rozwój teorii szachów, zwłaszcza w zakresie gry pozycyjnej. Jego idee cieszyły się dużym uznaniem innych czołowych szachistów świata, jak Aron Nimzowitsch, Siegbert Tarrasch i Emanuel Lasker.

## Życiorys
Urodził się w Pradze na terenie ówczesnych Austro-Węgier jako trzynaste dziecko w niezamożnej żydowskiej rodzinie. Wcześnie nauczył się grać w szachy. Po ukończeniu szkoły średniej rodzice wysłali go na studia na politechnice w Wiedniu. W 1858 został członkiem Wiedeńskiego Stowarzyszenia Szachistów. w r. 1861 zajmuje pierwsze miejsce w mistrzostwach Wiednia, wygrywając 30 partii i ponosząc tylko jedną porażkę.  W roku 1862 zostaje delegowany na prestiżowy turniej w Londynie, na którym zajmuje wysokie szóste miejsce (zwyciężył  Adolf Anderssen). Pozostaje w Londynie, odnosi wiele zwycięstw w meczach z czołowymi szachistami. W celach zarobkowych daje symultany w grze „na ślepo", a również udziela lekcji gry. W styczniu 1863 pokonuje dwudziestoletniego J. H. Blackburne`a. W roku 1866 dochodzi w Londynie do meczu z Anderssenem, uważanym wówczas za najsilniejszego szachistę świata. Mecz kończy się zwycięstwem Steinitza: + 8, – 6 (bez remisów!).  W roku 1872 wygrywa w Londynie w meczu z Zukertortem + 7 –1 = 4.  
W latach 1873–1882 prawie całkowicie wycofał się życia szachowego, rozgrywając w tym czasie tylko jeden mecz z Josephem Henrym Blackburnem.
W dniach 11 stycznia – 29 marca 1886 roku w trzech miastach: w Nowym Jorku, St. Louis i Nowym Orleanie odbył się oficjalny mecz o tytuł pierwszego mistrza świata: Steinitz – Zukertort, zakończony zwycięstwem Steinitza 12,5 : 7,5 pkt. 
Steinitz był mistrzem świata od 1886 do 1894 roku. W tym czasie obronił tytuł w czterech oficjalnych meczach przeciwko Zukertortowi, Czigorinowi (dwukrotnie) i Gunsbergowi. Przegrał dwa mecze ze swoim następcą Laskerem.
W 1883 roku Steinitz zamieszkał w Nowym Jorku, w 1888 roku otrzymał amerykańskie obywatelstwo, wcześniej reprezentował Austro-Węgry.
W dniach  15.3  – 26.5. 1894 roku doszło do meczu Steinitz  –  Lasker, w którym wyraźne zwycięstwo 12 : 7 odniósł Lasker i on został nowym mistrzem świata. Mecz rewanżowy w Moskwie  (7.11. 1896  –  14.1.1897)  zakończył się przekonującym zwycięstwem (12,5 : 4,5)  nowego mistrza.
Steinitz sukcesy osiągał dzięki wielkiej ambicji i konsekwentnej, żmudnej pracy, Wdawał się często w spory z innymi szachistami, również na łamach prasy. Początkowo grał jak szachowi romantycy, preferując ofensywny styl gry. W latach 70. XIX wieku  stał się zwolennikiem stylu pozycyjnego, tworząc spójny wzór gry pozycyjnej, nieefektownej, ale za to skutecznej. 
Pod koniec życia Steinitz wpadł w kłopoty finansowe i zdrowotne. W styczniu 1900 trafił do kliniki psychiatrycznej, a potem do przytułku dla chorych psychicznie. W Nowym Jorku jego żona i dwie córki cierpiały biedę. 12 sierpnia 1900 w wieku 64 lat Wilhelm (William) Steinitz umarł na atak serca.
Nazwisko Steinitza noszą warianty i systemy debiutowe, m.in. jeden z wariantów partii hiszpańskiej, powstający po posunięciach 1.e4 e5 2.Sf3 Sc6 3.Gb5 d6.

## Mecze Steinitza o mistrzostwo świata
| Rok                                                                | Przeciwnik | Wynik               |
| ------------------------------------------------------------------ | ---------- | ------------------- |
| 1886                                                               | Zukertort  | wygrana (+10–5=1)   |
| 1889                                                               | Czigorin   | wygrana (+10–6=1)   |
| 1890/91                                                            | Gunsberg   | wygrana (+6–4=9)    |
| 1892                                                               | Czigorin   | wygrana (+10–8=5)   |
| 1894                                                               | Lasker     | przegrana (+5–10=4) |
| 1896/97                                                            | Lasker     | przegrana (+2–10=5) |
| W nawiasach: liczba wygranych, przegranych i zremisowanych partii. |            |                     |

## Publikacje poświęcone Steinitzowi
- Kurt Landsberger – William Steinitz, Chess Champion: A Biography of the Bohemian Caesar (McFarland, 1995);
- Sid Pickard (ed.) – Wilhelm Steinitz, First World Chess Champion (Pickard & Sons, 1995).